# Ernst Reuter

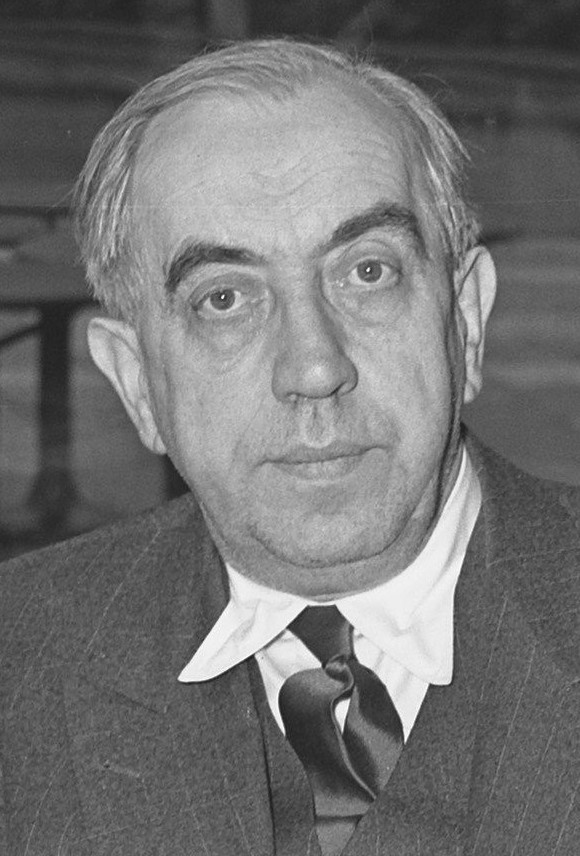
Ernst Reuter (1951)

Ernst Rudolf Johannes Reuter (* 29. Juli 1889 in Apenrade, Provinz Schleswig-Holstein; † 29. September 1953 in West-Berlin) war ein deutscher Politiker und Kommunalwissenschaftler. Bekannt wurde Reuter als gewählter Oberbürgermeister Berlins zur Zeit der Spaltung der Stadt im Jahr 1948.
In bürgerlichen Verhältnissen aufgewachsen, wandte sich Reuter während seines Studiums dem Sozialismus zu. Ab 1912 gehörte er der Sozialdemokratischen Partei Deutschlands (SPD) an und betätigte sich für sie als Wanderredner und Journalist. Nachdem er im Ersten Weltkrieg in russische Kriegsgefangenschaft geraten war, stellte er sich nach der Oktoberrevolution in den Dienst der Bolschewiki und wirkte 1918 als Volkskommissar im Siedlungsgebiet der Wolgadeutschen in Saratow. Von 1919 bis zu seinem Ausschluss 1922 gehörte er der Kommunistischen Partei Deutschlands (KPD) an. Das Amt des Generalsekretärs dieser Partei bekleidete er von August bis Dezember 1921.
Über die Unabhängige Sozialdemokratische Partei Deutschlands (USPD) kam Reuter 1922 wieder zur SPD, für die er 1926 Berliner Stadtrat für Verkehr wurde. 1931 wechselte er nach Magdeburg in das Amt des Oberbürgermeisters dieser Stadt. Nach seiner Amtsenthebung durch die Nationalsozialisten und zweimaliger Konzentrationslager-Haft ging Reuter 1935 ins türkische Exil und unterrichtete Stadtplanung an der Politischen Fakultät der Universität Ankara.
Ende 1946 kehrte Reuter nach Berlin zurück und amtierte als Stadtrat für Verkehr und Versorgungsbetriebe. Im Nachkriegsberlin entwickelte er sich rasch zum wichtigsten sozialdemokratischen Politiker. Seine Wahl zum Oberbürgermeister durch die Berliner Stadtverordnetenversammlung im Juni 1947 erkannte die sowjetische Besatzungsmacht nicht an. Während der Berliner Blockade stieg Reuter zum international bekannten Repräsentanten Berlins auf. Nach der Spaltung der Stadt übte er sein Amt als Regierender Bürgermeister nur in den Westsektoren aus. Er setzte sich für die Gründung eines westdeutschen Staates ein und sorgte für eine enge Verknüpfung West-Berlins mit der Bundesrepublik.

## Bürgerliche Herkunft und Weg zum Sozialismus

### Familie und Schulzeit

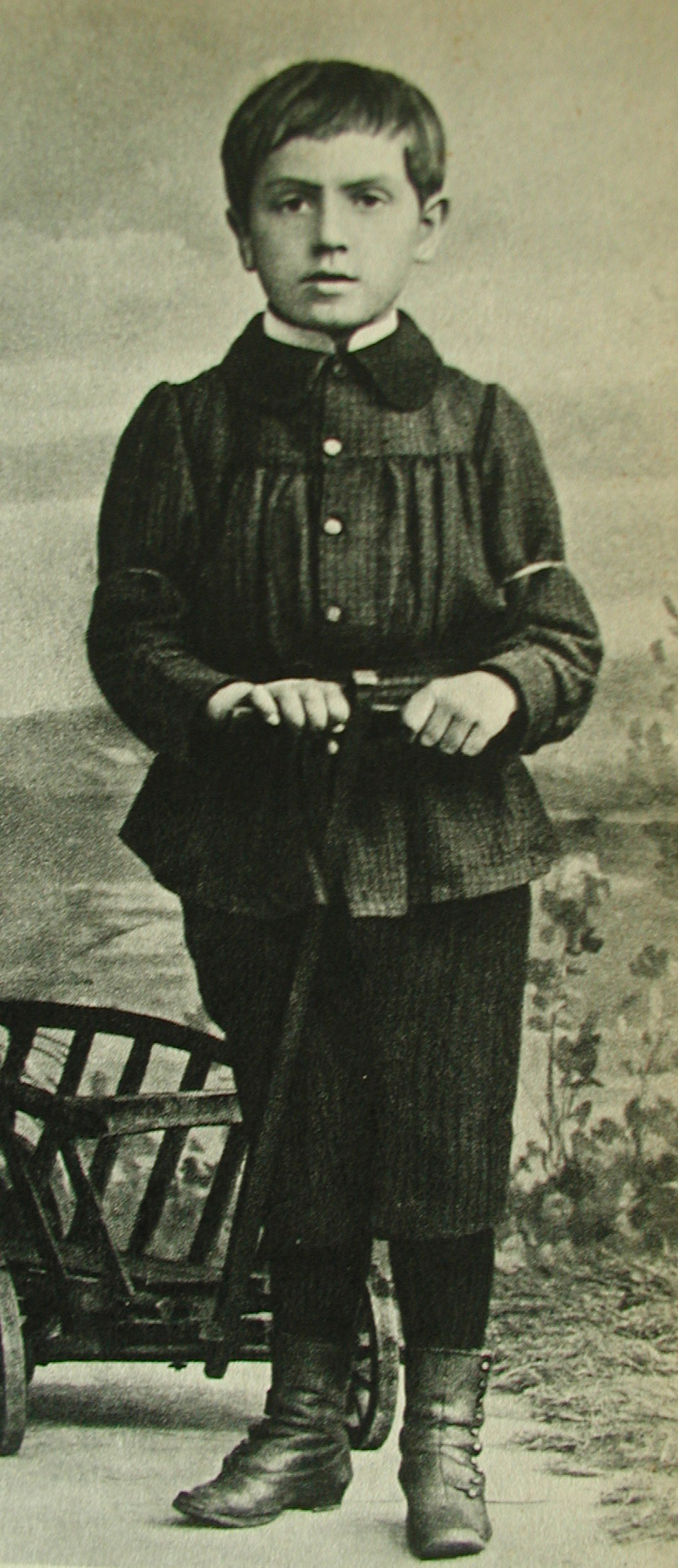
Ernst Reuter, sieben Jahre alt

Ernst Reuter war der fünfte Sohn von Wilhelm Reuter (1838–1926). Dieser hatte aus seiner ersten Ehe bereits zwei Söhne (einer war Otto Sigfrid Reuter). Mit der zweiten Ehefrau, Karoline Reuter (1851–1941), geborene Hagemann, hatte er vier Söhne, von denen Ernst der zweitjüngste war. Sowohl der Vater als auch die Mutter entstammten bürgerlich-protestantischen Familien Norddeutschlands. Sein Vater war 1889 Lehrer an der Königlich Preußischen Navigationsschule in Apenrade. 1892 wechselte er nach Leer in Ostfriesland, um dort als Leiter der Steuermannsklasse an der Navigationsschule zu unterrichten. Da die Reuters nicht zu den Alteingesessenen der Kleinstadt Leer gehörten, waren sie zwar geachtet, lebten jedoch weitgehend isoliert.
Das Gehalt des Vaters diente neben der Sicherstellung des Lebensunterhalts der Bildung von Rücklagen, die für die Ausbildung der Söhne vorgesehen waren. Das Familienleben war durch Bescheidenheit geprägt. Vater und Mutter legten beide großen Wert auf christliche Werte, klassisch-humanistische Bildung, Patriotismus, Leistungsbereitschaft und Pflichterfüllung. Zu den Interessen, die Ernst Reuter als Schüler und Jugendlicher ausbildete, gehörte die Leidenschaft für Bücher, insbesondere solche antiker Autoren. Daneben reizten ihn Geographie, Philosophie und Geschichte. Neben diese intellektuellen Vorlieben trat die Neigung, Natur und Landschaft zu erkunden. Im März 1907 erhielt er das Reifezeugnis des Gymnasiums in Leer.

### Studium
Im Frühjahr 1907 nahm Reuter das Studium der Geschichtswissenschaft, Germanistik und Geographie an der Philipps-Universität Marburg auf. Zu den ihn prägenden Professoren gehörten die Neukantianer Paul Natorp und vor allem Hermann Cohen. Reuter wurde insbesondere vom Pflichtenkodex Kants inspiriert, der das lutherische Erbe seines Elternhauses ergänzte. Zugleich förderten die Neukantianer die Hochschätzung von Freiheit, die Reuter lebenslang prägte. Neben den philosophischen Einsichten, die ihm diese Vertreter der Marburger Schule vermittelten, war ein weiteres Studienerlebnis von nachhaltiger Bedeutung: Ein Seminar über Bismarcks Gedanken und Erinnerungen und die Hintergründe der Emser Depesche ließ ihn Verachtung für die politischen Methoden des langjährigen Reichskanzlers entwickeln, eine Haltung, die ihn in Opposition zur zeitgenössischen Bismarck-Verehrung brachte.
Ab 1907 war Reuter Mitglied der nichtschlagenden Studentenverbindung SBV Frankonia Marburg im christlich orientierten Schwarzburgbund. Ihm kam es weniger auf das ritualisierte Verbindungsleben als vielmehr auf Gelegenheiten zur gemeinsamen Diskussion über politische und philosophische Themen an. Dabei geriet Reuter in den Ruf, die Verbindung nach links führen zu wollen, was zu erheblichen Differenzen mit anderen Mitgliedern führte und ihn schließlich zu einem Wechsel des Studienortes bewog.
Im Frühjahr 1909 immatrikulierte er sich an der Ludwig-Maximilians-Universität München. Zu seinen Münchner Lehrern gehörte Lujo Brentano, ein führender Vertreter der so genannten Kathedersozialisten, die sich in ihren Werken mit den sozialen Folgen der sich durchsetzenden Industriegesellschaft befassten. Gleichzeitig beschäftigte Reuter sich intensiv mit der Geschichte des Materialismus, einem Hauptwerk des Philosophen Friedrich Albert Lange. Weitere führende Protagonisten sozialer Reformen, wie den Sozialliberalen Friedrich Naumann und den revisionistischen Sozialdemokraten Eduard Bernstein, rezipierte Reuter ebenfalls.
In München setzte Reuter sein Verbindungsleben zunächst fort. Auch hier stieß er mit seinen Interessen an gegenwartsbezogenen Diskussionen auf den Widerwillen von Mitgliedern der S.B.V. Herminonia München, gleichfalls eine Verbindung, die zum Schwarzburgbund zählte. Aufgrund dieser Konflikte ließ Reuter zusammen mit Gleichgesinnten im Wintersemester seine Verbindungsaktivitäten ruhen. Die auf diese Weise gewonnene Zeit investierte er in die Lektüre der Sozialistischen Monatshefte, des Theorieorgans des sozialdemokratischen Revisionismus. Zugleich zeigte er ein lebhaftes Interesse an den Reden führender sozialdemokratischer Parlamentarier im Deutschen Reichstag. Neben Studium und Politik nutzte Reuter zudem die vielfältigen kulturellen Angebote der bayerischen Metropole.
Als Reuter 1910 nach Marburg zurückkehrte, hatte er sich zum Sozialisten gewandelt. Sich verschärfende verbindungsinterne Debatten über die Zulässigkeit des sozialdemokratischen Engagements einzelner Mitglieder ließen Reuter nach Münster ausweichen. Dort beabsichtigte er, sich auf sein Staatsexamen vorzubereiten. In Münster folgte schließlich der endgültige Bruch mit der Frankonia, zu der er in Marburg und Münster wieder gezählt hatte. Zugleich lernte er Henriette („Henny“) Meyer kennen, die im selben Haus wie Reuter wohnte. Am 15. Juli 1912 verlobte sich das Paar, nachdem Ernst Reuter in den ersten Julitagen in Marburg sein Staatsexamen abgelegt hatte.
Bereits in der Endphase des Studiums hegte Reuter starke Zweifel, ob er es mit seinem Gewissen würde vereinbaren können, den Lehrerberuf im preußischen Staatsdienst auszuüben. Stattdessen sann er auf Möglichkeiten, innerhalb der sozialdemokratischen Arbeiterbewegung tätig zu werden und so an der Umsetzung seiner Ideale mitzuwirken. Seinen Eltern verschwieg Reuter seine Hinwendung zum Sozialismus, die mit einer zunehmenden Distanz zur Kirche einherging.

### Sozialdemokratisches Engagement in Bielefeld und Berlin

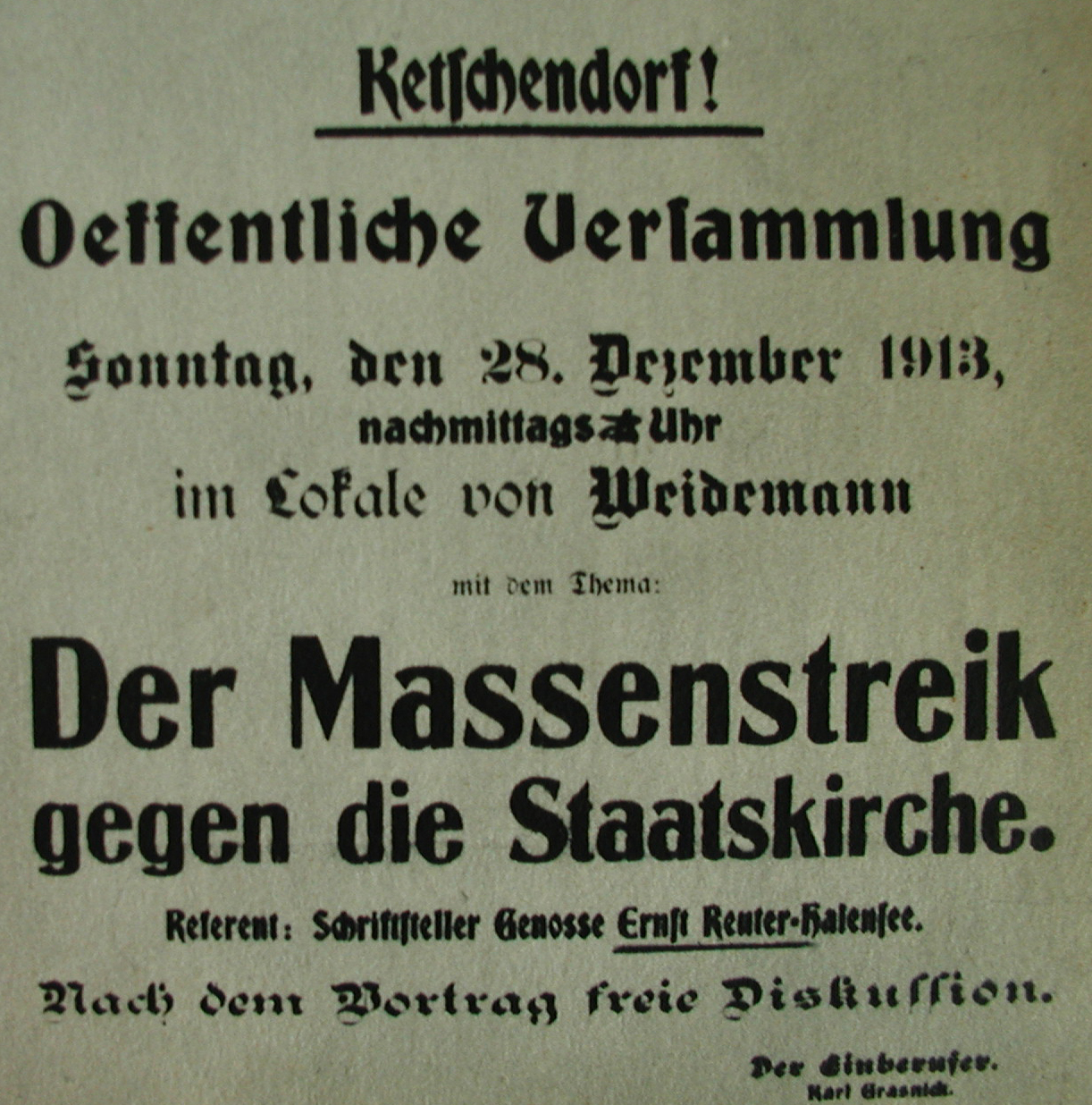
Ernst Reuter als Redner der Kirchenaustrittsbewegung, Ankündigung einer Veranstaltung Ende 1913

Reuter trat 1912 in die SPD ein. Seine Eltern beendeten ihre finanzielle Unterstützung, nachdem er ihnen offenbart hatte, eine Berufsperspektive in der Arbeiterbewegung anzustreben. Im selben Jahr arbeitete Reuter in Bielefeld als Hauslehrer. Gleichzeitig bemühte er sich, eine feste Position im sozialdemokratischen Bildungswesen zu erhalten. Sein Arbeitgeber kündigte ihm Anfang 1913 die Hauslehrertätigkeit, nachdem ihm bekannt geworden war, dass Reuter sich in der Bielefelder SPD betätigte, unter anderem durch Beiträge für das lokale Parteiblatt, die Volkswacht. Reuter bestritt anschließend seinen Lebensunterhalt notdürftig mit Vorträgen bei den Gewerkschaften, der Partei und dem Arbeiter-Abstinenzlerbund. Der Vater seiner Verlobten löste im August 1913 das Verlöbnis aufgrund der politischen Haltung Reuters, von der er brieflich durch dessen Eltern in Kenntnis gesetzt worden war, sowie aufgrund der unsicheren Finanzverhältnisse Reuters. Alle Versuche des Paares, den Kontakt aufrechtzuerhalten, wurden durch Henriettes Vater unterbunden.
Reuter nahm eine auf einen Monat befristete Aufgabe als sozialdemokratischer Wanderredner an, durch die sich seine finanzielle Situation kurzzeitig verbesserte. Im Oktober 1913 hielt er in dieser Funktion in der Pfalz Vorträge über die politische Bedeutung der Freiheitskriege von 1813. Bereits im August 1913 zog er von Bielefeld nach Berlin, um dort seine Versuche fortzusetzen, sich in der sozialistischen Arbeiterbewegung zu etablieren. Auf Vermittlung des ihm aus Bielefeld bekannten Reichstagsabgeordneten Heinrich Pëus erhielt Reuter eine Teilzeitanstellung beim Komitee Konfessionslos, einer Dachorganisation der Kirchenaustrittsbewegung unter Leitung von Otto Lehmann-Rußbüldt und Kurt von Tepper-Laski. Seine Hoffnung blieb, für die SPD als fester Wanderredner ab Herbst 1914 arbeiten zu können. Im Lauf des Jahres 1914 betätigte er sich immer wieder als Redner und hielt Vorträge zu unterschiedlichen Themen in Berlin, Dresden, in Anhalt und Schlesien. Im Sommer 1914 absolvierte er eine längere Vortragsreise im Ruhrgebiet und sprach dabei unter dem Titel Aus russischen Kerkern über die Situation politischer Gefangener im zaristischen Russland.

## Weltkrieg und Gefangenschaft

### Bund neues Vaterland
Die mit „Augusterlebnis“ umschriebene Stimmung zu Beginn des Ersten Weltkrieges ließ viele Gegner der politischen Strukturen des Kaiserreichs, Pazifisten und auch oppositionelle Sozialdemokraten, zunächst weitgehend verstummen. Befürworter einer nachdrücklichen militärischen Machtpolitik und Propagandisten weitgehender Annexionen gaben zunächst den Ton an. Als nach den Schlachten an der Marne und in Flandern die Westfront im Stellungskrieg erstarrte, begann sich die Situation allmählich zu ändern. Ernst Reuter war im November 1914 als konsequenter Gegner des Krieges Mitbegründer des Bund Neues Vaterland (BNV). Der BNV entwickelte sich in den ersten Kriegsjahren zu einer Plattform für Pazifisten unterschiedlicher politischer Richtungen, die Spanne reichte von einigen Diplomaten bis hin zu bekannten Vertretern der Sozialdemokratie. Er versuchte, durch Flug- und Denkschriften auf einen raschen Friedensschluss hinzuwirken und dabei nationalstaatliche Politik zugunsten eines europäischen Zusammenschlusses zu überwinden. Ernst Reuter arbeitete zusammen mit Lilli Jannasch als Geschäftsführer des BNV und verfasste Anfang 1915 ein anonym publiziertes Memorandum, das die deutsche Vorkriegsdiplomatie kritisierte. Es richtete sich an ausgewählte Vertreter des öffentlichen Lebens sowie an Diplomaten. Die Denkschrift erregte im Auswärtigen Amt überwiegend Unwillen. Andere Adressaten wie Eduard Bernstein und Richard Witting von der Nationalbank suchten dagegen Kontakt zum BNV. Der ehemalige deutsche Botschafter in London, Karl Max von Lichnowsky, ebenfalls ein scharfer Kritiker der Vorkriegsdiplomatie, führte aufgrund des Memorandums ein einstündiges Gespräch mit Reuter. An weiteren Aussprachen, die zwischen BNV-Vertretern und interessierten Adressaten der Studie im März 1915 geführt wurden, nahm Reuter nicht mehr teil. Er hatte Berlin am 22. März 1915 verlassen, um seiner Einberufung Folge zu leisten.

### Kriegsdienst
Der Antimilitarist Reuter erlebte seine Rekrutenzeit nicht als körperliche Qual. Er monierte in Briefen allerdings die Schikanen, denen viele seiner Kameraden durch die Ausbilder ausgesetzt waren. Urlaubstage verbrachte Reuter in Berlin. Dort informierte er sich beim BNV über die jüngsten politischen und militärischen Entwicklungen, von denen in der Presse kaum etwas zu erfahren war. Im Frühjahr 1916 meldete sich Reuter, der den militärischen Ausbildungsalltag zunehmend als Stumpfsinn empfand, freiwillig an die Front. Ab April 1916 diente er an der Westfront und erlebte dort den Stellungskrieg und die Materialschlachten. Ende Juli wurde seine Truppe zur Abwehr der Brussilow-Offensive an die Ostfront verlegt. Am 10. August 1916 erlitt er schwere Verwundungen – Durchschüsse und einen Oberschenkelknochenbruch – und geriet in russische Kriegsgefangenschaft.

### Kriegsgefangenschaft
Ein über Wochen andauernder Transport führte Reuter über Jekaterinoslaw, Odessa und Moskau in ein Lazarett in Nischni Nowgorod. Dort heilten seine Verwundungen langsam aus. Er war jedoch fortan zeitlebens darauf angewiesen, sich beim Gehen auf einen Stock zu stützen, weil sein rechtes Bein verkürzt blieb.
Aus dem Lazarett wurde Reuter im November 1916 entlassen und ins Gefangenenlager Pereslawl-Salesski eingewiesen. Reuter nutzte die Genesungs- und Haftzeit, um die russische Sprache zu lernen. Bald übersetzte er seinen Mitgefangenen die neusten Nachrichten der russischen Presse. Als diese Zeitungen den Sturz des Zaren durch die Februarrevolution verkündeten, wuchsen Reuters Hoffnungen auf eine Verbesserung der Lage in den Gefangenenlagern sowie auf weitere umfassende politische Veränderungen in Russland und darüber hinaus in ganz Europa. Er sah im zunehmenden Einfluss der Bolschewiki ein Anzeichen dafür, dass das russische Volk sein Schicksal nun in eigene Hände nehmen würde.
Aufgrund seiner Sprachkenntnisse und seiner politischen Überzeugungen wählten seine Mitgefangenen Reuter in eine Kommission, die mit der Verwaltung über die Haftbedingungen verhandeln sollte. Diese Verhandlungen blieben allerdings ohne Ergebnis, ebenso wie ein entsprechender Brief Reuters an die Provisorische Regierung.
Mitte 1917 zählte Reuter zu jenen Gefangenen, die als nicht mehr kampffähige Militärangehörige in einen Gefangenenaustausch einbezogen werden sollten. Aus diesem Grund wurde er nach Moskau gebracht. Reuter selbst gehörte aber nicht zu der Gruppe, die auch tatsächlich über Schweden die Heimreise nach Deutschland antreten konnte. Er wurde stattdessen Ende August 1917 in ein Lager bei Sawinka, einem Dorf im Gouvernement Tula, eingewiesen. Dort wurde Reuter zu körperlicher Arbeit in einem Bergwerk herangezogen.

## Revolutionär an der Wolga

### Vertreter der Kriegsgefangenen
Die Oktoberrevolution von 1917 bedeutete auch für Reuter einen grundlegenden Wandel seiner Lebensverhältnisse. Reuter begrüßte die Revolution und hoffte, jetzt aktiv an einer gerechteren, einer sozialistischen Gesellschaft mitarbeiten zu können. Zugleich imponierte ihm der Wille der Bolschewiki, mit den Mittelmächten rasch Frieden zu schließen.
Reuter wurde zusammen mit zwei weiteren Personen zum Geschäftsführer jenes Bergwerks bestimmt, in dem er selbst zuvor hatte arbeiten müssen. Rasch übernahm Reuter die Verantwortung, den Bergleuten die notwendigen Lebensmittel und Medikamente in dem zunehmend desorganisierten Land zu beschaffen. Er gehörte einer Gruppe von insgesamt drei Vertretern des lokalen Arbeiter- und Soldatenrats an, die nach Tula reiste, um in dieser Sache mit dem Gebietssowjet zu verhandeln. Hier machte er sich den Bolschewiki erstmals als Russisch sprechender deutscher Sozialdemokrat bekannt. Wenig später holten ihn diese nach Moskau und ernannten ihn im Februar 1918 zum Vorsitzenden eines von ihnen unterstützten internationalen Gefangenenkomitees.
Reuter kam es in der Zeit bis zum Abschluss des Friedens von Brest-Litowsk im März 1918 bei seiner politischen Arbeit unter den Kriegsgefangenen darauf an, Revolutionäre heranzubilden, die bei einem politischen Umbruch in Deutschland mithelfen sollten, sozialistische Zukunftsvisionen in die Tat umzusetzen. Er sprach sich gegen Überlegungen aus, diese Kriegsgefangenen als Ressourcen für eine neue revolutionäre russische Streitmacht, die Rote Armee, zu nutzen.

### Volkskommissar an der Wolga
Im April 1918 schied Reuter aus der politischen Arbeit mit Kriegsgefangenen aus. Lenin, Stalin und weitere führende Bolschewiki beauftragten ihn, eine autonome Verwaltung für die deutschen Siedler an der Wolga aufzubauen, die den neuen Machthabern in Moskau gegenüber loyal sein sollte. Stalin informierte die Sowjetbehörden in Saratow an der Wolga Ende April 1918 telegrafisch von der Errichtung eines Wolgakommissariats für deutsche Angelegenheiten und ebnete Reuter damit den Weg.
Reuters Aufgabe bestand darin, die deutschen Kolonisten zu loyalen Bürgern des sich etablierenden Sowjetstaates zu machen. Sozialistischer Schulunterricht in deutscher Sprache sollte in besonderer Weise dazu beitragen. Ferner war die Versorgung der Großstädte, insbesondere Moskau und Petrograd, mit Getreide aus dieser Überschussregion zu gewährleisten – eine in Zeiten des Russischen Bürgerkriegs elementare Aufgabe. Schließlich gehörte zu Reuters Obliegenheiten der gedeihliche Kontakt mit Vertretern des kaiserlichen Deutschlands, die im Gebiet der Wolgadeutschen auf der Basis des Friedensvertrages von Brest-Litowsk reichsdeutsche Interessen wahrnahmen. Er und seine Mitstreiter waren allerdings dazu angehalten, das Entfalten oder Schüren etwaiger konterrevolutionäre Aktivitäten durch diese Reichsvertreter zu unterbinden.
Das Wolgakommissariat sorgte dafür, dass am 30. Juni 1918 in Saratow ein erster wolgadeutscher Sowjetkongress zusammentrat. Dieser beschloss, in den Dörfern der Kolonisten Wahlen zu Dorfsowjets durchzuführen, die eine sozialistische Bodenreform in Angriff nehmen sollten. Wie in den umliegenden russischen Agrargebieten kam es auch in den wolgadeutschen Dörfern zu Konflikten bei der Requirierung landwirtschaftlicher Erzeugnisse durch russische Revolutionäre. Am 26. Juli 1918 sah ein von Lenin mitunterzeichneter Regierungsbeschluss vor, dass alle Kontributionen, Konfiskationen und Requisitionen zukünftig nur noch mit Zustimmung des deutschen Wolgakommissariats statthaft seien.
Bis zum zweiten wolgadeutschen Sowjetkongress, abgehalten in Seelmann am 20. Oktober 1918, war das Wolgagebiet unter Reuters Führung administrativ und politisch konsolidiert. Es galt als Vorbild für die Gründung anderer autonomer Gebiete. Dieser Kongress – im Unterschied zum ersten nun von Kommunisten und den mit ihnen sympathisierenden Kräften dominiert – sprach dem Kommissariat für die geleistete Arbeit das Vertrauen aus und wählte eine Exekutive, der Reuter erneut vorstand. Sofort nach Ende der Zusammenkunft reiste Reuter am 24. Oktober 1918 nach Moskau ab, um am sechsten Allunionskongress der Sowjets teilzunehmen. An die Wolga kehrte er nicht mehr zurück, denn in Moskau erreichten ihn die Nachrichten von der deutschen Novemberrevolution.
Ende 1918 empfahl Lenin Reuter Clara Zetkin zum Gründungsparteitag der KPD mit den Worten: „Der junge Reuter ist ein brillanter und klarer Kopf, aber ein wenig zu unabhängig.“

## KPD-Funktionär

### Parteiaufbau in Oberschlesien und Berlin
Zusammen mit Karl Radek und Felix Wolf überquerte Reuter im Dezember 1918 auf seiner Rückreise aus Russland die Reichsgrenze bei Eydtkuhnen. In den Weihnachtstagen traf er in Berlin ein und bezog das Zimmer, das er bereits bis 1915 bewohnt hatte. Am 7. Januar 1920 heiratete Reuter Lotte Krappek, die Pflegetochter seiner Berliner Vermieterin. Aus dieser Ehe gingen zwei Kinder hervor, Hella (1920–1983) und Gerd Harry (1921–1992), der im englischen Exil britischer Staatsbürger wurde und Professor für Mathematik.
Reuter nahm zur Jahreswende 1918/19 am Gründungskongress der Kommunistischen Partei Deutschlands (KPD) teil, aber nicht als Delegierter des Spartakusbunds, sondern wie Wolf und Radek als Vertreter der russischen Sowjetmacht.
Sein erster Parteiauftrag lautete, in der durch Aufstände destabilisierten Region Oberschlesien einen schlagkräftigen kommunistischen Parteiapparat aufzubauen. Ab März 1919 begann er dort, diesen Auftrag umzusetzen, und nutzte dabei den Decknamen Friesland, weil eine offene politische Arbeit der Partei aufgrund des in der Region geltenden Belagerungszustandes nicht möglich war. Diese Tarnung hielt nicht lang, denn bereits nach wenigen Wochen wurde Reuter denunziert und verhaftet. In Beuthen verurteilte ihn ein außerordentliches Kriegsgericht zu drei Monaten Gefängnis, weil er trotz Verbot eine politische Versammlung abgehalten hatte. Nach Verbüßung dieser Haftzeit kam er im Spätsommer 1919 frei, besuchte seine Eltern in Aurich und wandte sich im Oktober 1919 erneut nach Berlin.
Sein zweiter Parteiauftrag machte ihm zur Aufgabe, die Berliner Sektion der KPD zu organisieren. Dieser Aufgabe widmete er sich als Berliner Bezirkssekretär in den folgenden eineinhalb Jahren. Dies geschah in einer Zeit, in der die junge Partei stark unter Verboten, internen Richtungskämpfen und auch einer weitreichenden Führungslosigkeit litt, nachdem die Exponenten ihrer Gründungsphase, Rosa Luxemburg und Karl Liebknecht, bereits im Januar 1919 im Zuge des gescheiterten Januaraufstands politischen Morden zum Opfer gefallen waren. Seine führende Position im Berliner Parteiapparat ebnete Reuter den Weg in die Parteispitze. Die Delegierten des dritten Parteitags der KPD wählten ihn Ende Februar 1920 zum Ersatzmann in die Parteizentrale.
Im Zuge des Kapp-Putsches sprach sich Reuter gegen eine Unterstützung des Generalstreiks aus, der die Putschisten zur Aufgabe zwingen sollte. Für den Schutz der Republik solle die Arbeiterschaft sich nicht einsetzen. Sie sei zudem noch nicht reif für eine Revolution und für die Durchsetzung einer Räterepublik. Fortan wurde Reuter zum linken KPD-Flügel gerechnet. Nachdem im Herbst 1920 der linke Flügel der Unabhängigen Sozialdemokratischen Partei Deutschlands (USPD) mit der KPD fusionierte und sich die neue Partei der Kommunistischen Internationale (Komintern) anschloss, verfügten die deutschen Kommunisten über die angestrebte Massenbasis. Innerhalb der Partei, die zunächst unter dem Namen Vereinigte Kommunistische Partei Deutschlands (VKPD) firmierte, wurde Reuter Vorsitzender und Erster Sekretär des Bezirks Berlin-Brandenburg.

### Märzaktion, Generalsekretär und Bruch mit den Kommunisten

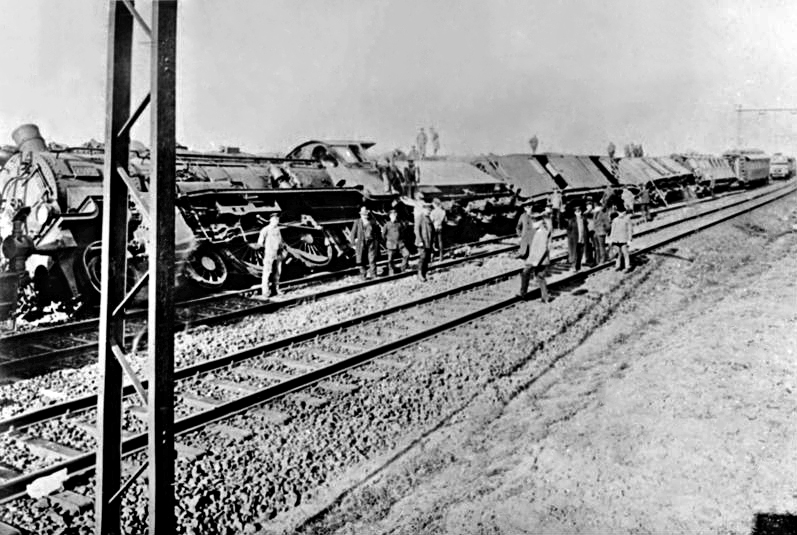
Eisenbahnattentat während der Märzaktion 1921

Unter Reuters Leitung gehörte dieser Parteibezirk zu den scharfen Kritikern des Parteivorsitzenden Paul Levi, nachdem dieser die Partei auf einen Kurs der Einheitsfront und eine Phase des Verzichts auf revolutionäre Aktionen gegen die Republik hatte festlegen wollen. Levi trat im Gefolge dieser Konflikte zurück und die Partei wagte – massiv bedrängt von der Komintern – anschließend im März 1921 die Märzaktion. Dieser Aufstandsversuch in Mitteldeutschland wurde jedoch schnell niedergeschlagen. Reuter befürwortete den Aufstand. Auch in den anschließenden Wochen einer leidenschaftlichen parteiinternen Kontroverse verteidigte er diese revolutionäre Offensivstrategie. Er schwenkte erst um, nachdem Lenin und Trotzki auf dem III. Weltkongress der Komintern im Juli 1921 die Märzaktion in schärfster Form verurteilt und eine Periode des Verzichts auf Umsturzversuche sowie organisatorische Konsolidierungen gefordert hatten. Des Weiteren hatten Lenin und andere führende Bolschewiki Reuter in langen Unterredungen von der Notwendigkeit eines Politikwechsels der deutschen Kommunisten überzeugt. Diese Erfahrungen auf dem Moskauer Kongress ließen Reuter von einem Vertreter der Parteilinken zu einem Wortführer der Parteirechten werden.
Mit dem Vertrauen der russischen Parteiführer ausgestattet und nach einem eindringlichen Appell zur Überwindung interner Richtungskämpfe wählten die Delegierten des Jenaer Parteitags der VKPD Reuter im August 1921 zum Generalsekretär der Partei, Ernst Meyer blieb Parteivorsitzender. Reuter konnte sich nur kurz auf seinem Posten halten. Bereits im September 1921 zeichneten sich Konflikte mit der Komintern ab, weil diese immer wieder mit Aufrufen, Parolen, Kampagnen und offenen Briefen nachdrücklich auf die deutschen Kommunisten einwirken wollte, obgleich Reuter und mit ihm die neu gewählte Parteiführung sich die Einflussnahme der Komintern und der Roten Gewerkschafts-Internationale (RGI) verbaten. Am 21. November 1921 griffen Wilhelm Pieck und Fritz Heckert Reuter auf einer Leitungssitzung der VKPD mit dem Vorwurf an, seine Haltung behindere die Komintern. Der Antrag Hugo Eberleins, Pieck zum Nachfolger Reuters im Amt des Generalsekretärs zu machen, scheiterte jedoch.
Am 25. November 1921 veröffentlichte die sozialdemokratische Parteizeitung Vorwärts Dokumente, die belegten, dass die VKPD im Vorfeld und im Zuge der Märzaktion Provokationsstrategien angewandt hatte. Der militärpolitische Apparat der Partei unter Führung von Eberlein hatte Sprengstoffattentate vorbereitet. Als Ziele dieser Anschläge waren eine Munitionsfabrik und eine Konsumgenossenschaft in Halle ausgemacht. Ferner sollten zwei kommunistische Bezirksleiter entführt werden. Die Provokateure wollten diese kriminellen Akte anschließend der „Reaktion“ anlasten, um auf diese Weise den Kampfgeist des Proletariats zu befeuern. Das Bekanntwerden dieser Strategie durch die Enthüllungen des Vorwärts empörte weite Teile der Arbeiterschaft.
Auch Reuter war entrüstet und befürwortete mehrfach eine schonungslose parteiinterne Aufklärung über die Hintergründe und Hauptakteure dieser Strategie. Die Verantwortlichen für solche Pläne müssten zurücktreten. Reuters Forderung stand im Widerspruch zur Parteiführung, die eine offene Debatte scheute und Kritiker, wie den inzwischen aus der Partei gedrängten Levi, verketzerte. Reuters Beharren auf Kritik und personellen Konsequenzen hätte zudem einen Bruch mit der Komintern nach sich gezogen, den die Parteiführung mehrheitlich nicht riskieren wollte. Am 13. Dezember 1921 schaffte sie stattdessen das Amt des Generalsekretärs ab und entmachtete Reuter auf diese Weise. Am 23. Januar 1922 folgte Reuters Parteiausschluss, nachdem er weiterhin Parteimitglieder und -funktionäre dafür mobilisiert hatte, die Verantwortlichen für die Märzaktion zur Rechenschaft zu ziehen und dem Einfluss der Komintern einen Riegel vorzuschieben. Dieser Parteiausschluss beendete die so genannte Frieslandkrise, in die die Partei seit dem 13. Dezember 1921 geraten war.

## Sozialdemokratischer Kommunalpolitiker in Berlin und Magdeburg

### Journalist und Stadtverordneter
Nach dem Ausschluss aus der VKPD bestritt Reuter seinen Lebensunterhalt zunächst durch redaktionelle Beiträge für die wöchentliche Berliner Beilage der Metallarbeiterzeitung. Hinzu kamen Einnahmen durch Referate und Bildungskurse in Gewerkschaftsveranstaltungen. Im April 1922 erhielt er schließlich auf Empfehlung des Metallarbeiterverbands eine Anstellung in der Redaktion der Freiheit, dem damaligen Zentralorgan der USPD, der Reuter sich kurz zuvor angeschlossen hatte. Nachdem die Mehrheit der Rest-USPD im Oktober 1922 wieder in die SPD zurückgekehrt war, übernahm ihn die Redaktion des Vorwärts.
Reuter griff in seiner journalistischen Arbeit häufiger kommunalpolitische Fragestellungen auf. Dabei konnte er seine Erfahrungen als Mandatsträger der Berliner Stadtverordnetenversammlung nutzen, in die er als kommunistischer Funktionär bereits im Sommer 1921 gewählt worden war. Er verlangte in einer Reihe von Artikeln, Reden und Vorträgen immer wieder angemessene Tarife, damit die Eigenkosten städtischer Betriebe gedeckt werden könnten. Zugleich forderte er von diesen Unternehmen eine wirtschaftlichere Betriebsführung. Besonderes Interesse entwickelte Reuter dabei an Fragen des innerstädtischen Verkehrs in der rasch wachsenden Metropole Berlin. Seine politische Arbeit als Vertreter der Stadtverordnetenversammlung in der Verkehrsdeputation verknüpfte er hierbei mit seiner journalistischen Arbeit.
Neben Artikeln, die sich der Kommunalpolitik widmeten, verfasste Reuter Analysen zur Entwicklung im Lager der kommunistischen Parteien und zur Lage der KPD. Sie wurden nicht nur im Vorwärts gedruckt, sondern auch in der Zeitschrift Die Glocke, einem sozialdemokratischen Medium, das von Alexander Parvus herausgegeben wurde. Die Politik der KPD kritisierte Reuter in seinen Artikeln scharf. 1923 attestierte er den Kommunisten eine Anbetung militärischer Gewalt, worin sie ihren Antipoden auf der rechten Seite des politischen Spektrums ähneln würden. Ein Jahr später schrieb er, Sozialismus und Kommunismus träten sich nicht als feindliche Brüder gegenüber, sondern als vollkommen wesensfremde Bewegungen.
Das Krisenjahr 1923 – unter anderem gekennzeichnet durch die Ruhrbesetzung und das Bekanntwerden der Umtriebe illegaler paramilitärischer Formationen wie der „Schwarzen Reichswehr“, durch kommunistische Aufstandsversuche in Mitteldeutschland und Hamburg sowie durch den Hitlerputsch und die Hyperinflation – ließ in Reuter die Überzeugung wachsen, dass ein stabiler demokratischer Staat notwendig sei, um auf dieser Basis schrittweise den Weg in den Sozialismus zu finden.

### Berliner Stadtrat für das Verkehrswesen

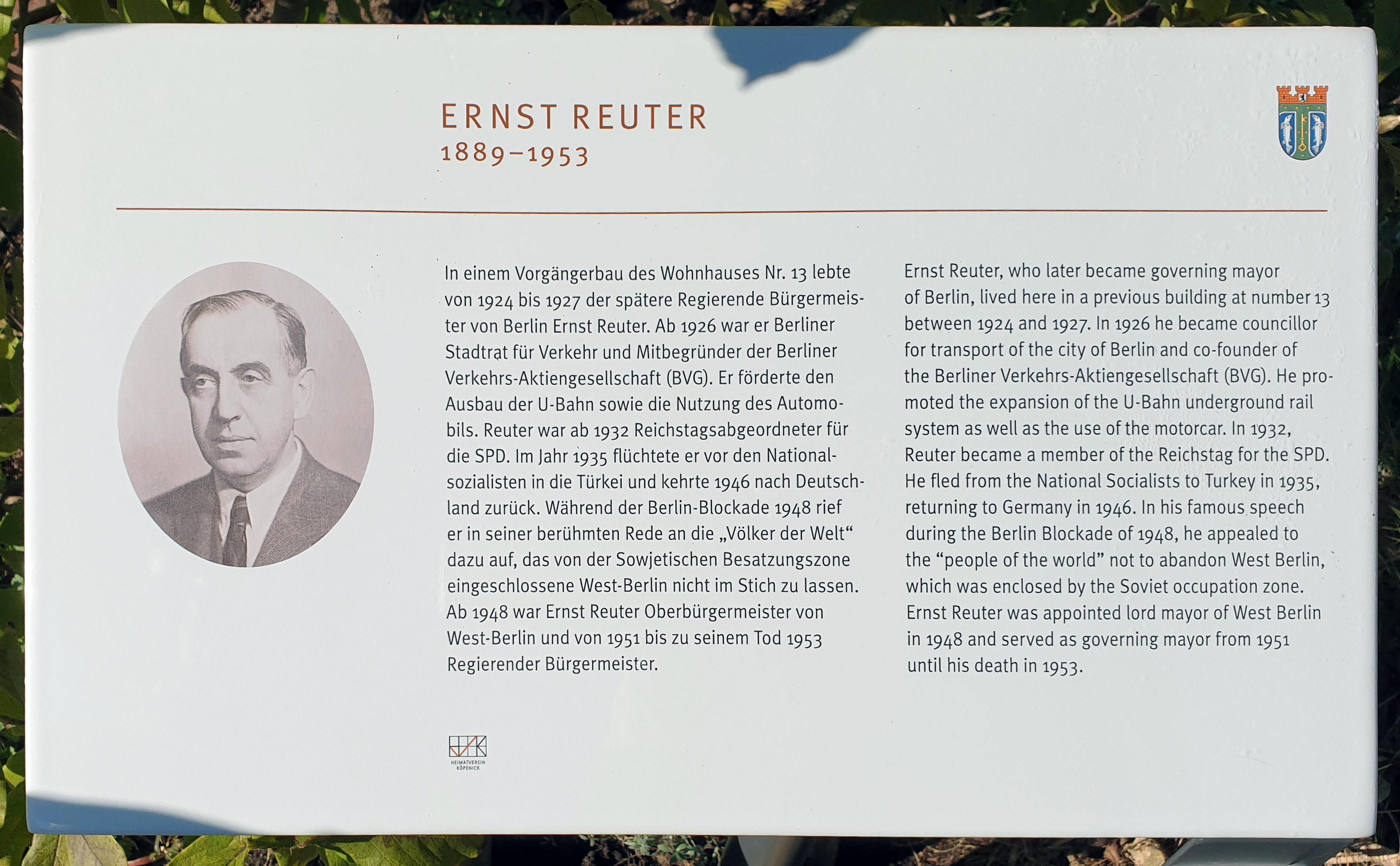
Gedenktafel am Haus, Heidekrugstraße 13, in Berlin-Köpenick

Im Spätsommer 1926 benannte die SPD Ernst Reuter für den Posten eines besoldeten Stadtrats für das Verkehrswesen, im Oktober desselben Jahres wurde er dann einstimmig gewählt. Im darauffolgenden Frühjahr ließ Reuter sich von seiner ersten Frau Lotte scheiden. Kurz darauf heiratete er Hanna Kleinert aus Hannover, eine politisch interessierte Tochter aus sozialdemokratischem Elternhaus, die als Sekretärin beim Vorwärts arbeitete. Aus der zweiten Ehe Reuters ging 1928 ein Sohn hervor, Edzard Reuter, von 1987 bis 1995 Vorstandsvorsitzender der Daimler-Benz AG.
Reuter setzte sich zum Ziel, das Berliner Verkehrssystem an die Erfordernisse einer modernen Metropole anzupassen – mit der Entstehung von Groß-Berlin war die Reichshauptstadt zur drittgrößten Stadt der Welt avanciert. Stadtplanung und Verkehrspolitik Berlins sollten dabei Hand in Hand gehen, um den Wohn- und Mobilitätsinteressen möglichst vieler Einwohner gerecht zu werden. Ein leistungsfähiger Nahverkehr sollte die Mobilität zwischen den Außenbezirken und der Innenstadt sicherstellen. Reuter brachte dabei die Bestrebungen zur Kommunalisierung privater Berliner Verkehrsbetriebe sowie zur Integration der Deutschen Reichsbahn (S-Bahn) in ein umfassendes System des öffentlichen Personennahverkehrs zum Abschluss. Ein solches System galt als Voraussetzung für einheitliche und erschwingliche Preise. In mehreren Schritten gelang die Einbindung der verschiedenen Verkehrsträger – Straßenbahn, Omnibus und U-Bahn –, bis schließlich zum 1. Januar 1929 die Berliner Verkehrs-AG (BVG) ihren Betrieb aufnahm, damals das größte öffentliche Nahverkehrsunternehmen der Welt. Reuter übernahm den Posten des Aufsichtsratsvorsitzenden dieses Unternehmens.
Reuter war überzeugt, dass die Zukunft dem Automobil gehören würde. Zugleich forcierte er als Verantwortlicher für die Berliner Verkehrspolitik den Ausbau des U-Bahn-Systems in der Stadt – der öffentliche Personennahverkehr sollte die Berliner Straßen nicht verstopfen, außerdem müsse es zum Automobil eine preisgünstige und massenverkehrsfähige Alternative geben. Das Streckennetz der U-Bahn hatte vor 1914 eine Gesamtlänge von zirka 36 Kilometern. In den Jahren der Weimarer Republik wurde diese Zahl nahezu verdoppelt, wobei ein Großteil dieses Ausbaus in die Amtszeit Reuters als Verkehrsstadtrat fiel. Reuters ehrgeizige Pläne – das bei seinem Amtsantritt bestehende Netz sollte um 38 Kilometer erweitert werden – scheiterten jedoch, weil der Ausbruch der Weltwirtschaftskrise alle entsprechenden Finanzplanungen zur Makulatur werden ließ. Ab 1930 stagnierte der U-Bahn-Bau in Berlin weitgehend.

### Oberbürgermeister von Magdeburg
Hermann Beims, seit 1919 Oberbürgermeister von Magdeburg, war einer der wenigen sozialdemokratischen Bürgermeister in Preußen. Als er Ende 1930 ankündigte, sich aus Altersgründen von seinem Amt zurückzuziehen, konnte sich die Magdeburger SPD nicht auf einen Nachfolger aus den eigenen Reihen einigen und wandte sich darum an den SPD-Parteivorstand. Der Parteivorsitzende Otto Wels schlug Reuter vor. Am 29. April 1931 wählte die Magdeburger Stadtverordnetenversammlung Reuter mit 38 von 66 Stimmen für zwölf Jahre zum Oberbürgermeister.
In Magdeburg zeigten sich, wie überall in Deutschland, in den Jahren der Weltwirtschaftskrise starke Kräfte einer politischen Desintegration. In den Tagen der Oberbürgermeisterwahl attackierte die KPD Reuter, den sie für Misswirtschaft im Berliner Verkehrswesen verantwortlich machte. Die rechten Parteien, also die Deutsche Volkspartei (DVP), die Deutschnationale Volkspartei (DNVP) und die Nationalsozialistische Deutsche Arbeiterpartei (NSDAP), warfen ihm wahrheitswidrig vor, er hätte als Volkskommissar Gräueltaten im Siedlungsgebiet der Wolgadeutschen zu verantworten gehabt. Zu dieser politischen Situation gesellte sich ein zerrütteter kommunaler Haushalt: Ein Drittel aller Ausgaben musste aufgrund der auch in Magdeburg rasant steigenden Arbeitslosigkeit für Unterstützungsempfänger verwendet werden. Wie viele andere Städte verlor die Stadt 1931 weitgehend ihre Finanzhoheit, als ein preußischer Staatskommissar eingesetzt wurde, um drastische Sparmaßnahmen durchzusetzen und um die kommunalen Steuern neu zu regeln.

Porträtfoto von Reuter im Reichstagshandbuch von 1932

Reuter konzentrierte seine Arbeit auf die Sanierung des Haushalts, auf die Fortführung von Infrastrukturprogrammen, die konjunkturfördernde Impulse setzen sollten, auf die Förderung von Selbsthilfeprojekten für Arbeitslose sowie auf die Winternothilfe in der Stadt. Personalkürzungen in der Kommunalverwaltung und im Stadtrat sowie Kürzungen bei der Erwerbslosenunterstützung verbesserten in der Folgezeit die Haushaltslage. Reuter setzte außerdem eine Erhöhung der Bürgersteuer durch. Gleichzeitig trieb Magdeburg energischer als zuvor Grunderwerbsteuern und Anlieger-Beiträge ein. Reuter gelang es zudem, über die Magdeburger Stadtwerke eine Anleihe von zehn Millionen Schweizer Franken für die Stadt zu erhalten.
Umfangreiche Infrastrukturprogramme legte Reuter nicht auf. Er war jedoch bestrebt, solche seines Vorgängers Beims abzuschließen. Dazu gehörten Brückenbauvorhaben, die Erweiterung des Mittellandkanals, Maßnahmen zur Erweiterung des Magdeburger Hafens sowie die Fertigstellung eines Wasserwerks in der Colbitz-Letzlinger Heide. Unter der Leitung Reuters engagierte sich Magdeburg auch bei der Selbsthilfe von Arbeitslosen. In Außenbezirken förderte die Stadt den Wohnungsbau durch Erwerbslose. Baubeginn der ersten Siedlung war im Mai 1932; 50 Einfamilienhäuser wurden in Lemsdorf errichtet. Bis August 1932 begann der Bau von vier weiteren Siedlungen.
Am 23. September 1931 lud Reuter eine Reihe von Verbänden und Organisationen in das Rathaus ein, um eine gemeinsame Winternothilfe zu organisieren. Dieses Fürsorgeprogramm hatte im Winter 1931/32 einen überraschend großen Erfolg, sodass eine Vielzahl von Bedürftigen mit Essen, Kleidung und Heizmaterial versorgt werden konnte. Gewerkschaften, Arbeitgeberverbände, Wohlfahrtseinrichtungen, Reichswehrstellen und politische Kampfverbände wie das Reichsbanner Schwarz-Rot-Gold und der Stahlhelm beteiligten sich dabei. Im darauf folgenden Winter wurde die Nothilfe fortgesetzt.
Die Magdeburger SPD stellte Reuter 1932 zum Kandidaten für den Reichstag auf, dem er nach der Reichstagswahl vom 31. Juli 1932 angehörte. Auch nach der Novemberwahl von 1932 zählte er zu den Mandatsträgern. Als Reaktion auf den Preußenschlag vom 20. Juli 1932 erwog Reuter zusammen mit dem Magdeburger Polizeipräsidenten Horst W. Baerensprung, zwei Einheiten der Bereitschaftspolizei nach Berlin zu schicken, um die republikanischen Kräfte gegen den Putsch zu unterstützen. Dieses Vorhaben unterblieb jedoch, weil die Regierung unter Otto Braun kampflos aufgab.

## Haft und Exil

### Verfolgung und Haft
Bei den Reichstagswahlen vom 5. März 1933 verteidigte Reuter sein Reichstagsmandat und eroberte am selben Tag auch einen Sitz im Provinziallandtag der Provinz Sachsen. Reuter gehörte zu den sozialdemokratischen Reichstagsabgeordneten, die am 23. März 1933 das Ermächtigungsgesetz ablehnten. Beim erstmaligen Zusammentritt des Provinziallandtages der preußischen Provinz Sachsen am 30. Mai 1933 in Merseburg schlugen NSDAP-Abgeordnete die Mandatsträger der SPD zusammen. Reuter musste anschließend im Krankenhaus behandelt werden.
SA-Mitglieder stürmten am 11. März 1933 das Magdeburger Rathaus. Unter anderem versuchten sie, Reuter in die so genannte Schutzhaft zu nehmen. Dieses Vorhaben wurde durch einen Polizeimajor unterbunden, der Reuter in Gewahrsam nahm und ihn auf das Polizeipräsidium der Stadt bringen ließ. Dort wurde Reuter nach einigen Stunden entlassen und galt nach seiner Entfernung aus dem Rathaus als beurlaubt.
Am 8. Juni 1933 wurde Reuter verhaftet. Als Haftgründe wurden staatsfeindliche Tätigkeiten als KPD- und SPD-Funktionär sowie die Verantwortung für Gräueltaten im Wolgagebiet angegeben. Die nationalsozialistischen Machthaber entließen ihn am 29. Juli 1933 unter Bezugnahme auf das Gesetz zur Wiederherstellung des Berufsbeamtentums aus den Diensten der Stadt Magdeburg. Am 11. August wurde Reuter ins KZ Lichtenburg bei Torgau verbracht, wo er als prominenter Häftling schweren Misshandlungen ausgesetzt war. Knapp fünf Monate später, am 15. Januar 1934, wurde Reuter nach Interventionen ausländischer Stellen sowie der Fürsprache von Petrus Legge, der Reuter durch sein früheres Amt als Propst in Magdeburg kannte, unvermutet entlassen.
Zwei Wochen lang erholte sich Reuter in Falkenstein im Taunus, wo er Gast in einem Heim von Quäkern war, von den Strapazen der Haft. Mitglieder dieser religiösen Gemeinschaft hatten 1933 mit dem „Rest Home Projekt“ in Deutschland geschützte Orte für politisch Verfolgte geschaffen. Anschließend nahm Reuter Kontakt zu anderen Sozialdemokraten wie Wilhelm Leuschner und Carl Severing auf. Am 16. Juni wurde Reuter erneut inhaftiert und abermals in das KZ Lichtenburg eingewiesen. Die Haftbedingungen waren belastender als während der ersten Haftzeit. Für Reuter wurde Einzelhaft und zeitweise auch Dunkelhaft angeordnet. Zu politischen Mithäftlingen war der Kontakt unterbunden, zudem hatte er niedrigste Dienste zu verrichten. Reuter trug bleibende gesundheitliche Schäden durch die Haft davon, unter anderem eine chronische Bronchitis und einen schweren Hörschaden.
Während Reuters Haft mobilisierte Hanna Reuter Quäker, um auf seine Entlassung hinzuwirken. Noel Noel-Buxton, ein britischer Politiker und ehemaliger Minister, bat schließlich den deutschen Botschafter in London brieflich um ein Ende der Internierung. Dieser reichte die Bitte Buxtons an das Außenamt in Berlin weiter, welches seinerseits die Gestapo um Entscheidung bat. Diese Behörde verfügte schließlich, Reuter zu entlassen, um die seinerzeit angestrebten guten Beziehungen zu Großbritannien nicht zu gefährden. Reuters Haft endete am 19. September 1934. Die nationalsozialistischen Behörden erzwangen anschließend den Wegzug der Familie Reuter aus Magdeburg, da sie aufgrund seiner Beliebtheit in der Elbstadt Probleme befürchteten. Ab Anfang Oktober 1934 lebte die Familie zunächst für einige Wochen bei der Mutter von Hanna Reuter in Hannover. Die Quäker halfen erneut, indem sie die Familie danach in einem Erholungsheim in Bad Pyrmont beherbergten.

### Über Großbritannien in die Türkei
Im Januar 1935 ging Ernst Reuter nach England. Seine Familie blieb zunächst in Hannover. Reuter suchte nach Möglichkeiten, im britischen Exil eine Beschäftigung zu finden. Er wohnte in Essex bei Elizabeth Fox Howard, jener Quäkerin, die ihm bereits in Deutschland nach seiner ersten KZ-Haft als Leiterin des Falkensteiner Erholungsheims geholfen hatte und während seiner zweiten Haft ihre Beziehungen eingesetzt hatte, um ihn freizubekommen. Unterstützung fand Reuter auch durch Greta Burkill und ihren Ehemann, den Mathematiker John Charles Burkill. Die Burkills erklärten sich bereit, Gerd Harry, den jugendlichen ersten Sohn Reuters, in ihre Obhut zu nehmen. Reuters Suche nach einer Anstellung blieb erfolglos.
Anfang 1935 nahm er Kontakt zu Fritz Baade auf, dem die Regierung der Türkei angeboten hatte, als Experte für Agrarwirtschaft in ihren Dienst zu treten. Reuter korrespondierte ebenfalls mit Friedrich Dessauer, der bereits in die Türkei emigriert war, sowie mit dem in der Schweiz wirkenden Philipp Schwartz von der Notgemeinschaft Deutscher Wissenschaftler im Ausland. Auch wandte sich Reuter an Max von der Porten, der in der Türkei beim Aufbau der Industrie half. Von der Porten teilte Reuter Ende Februar 1935 mit, dass er sich Hoffnungen auf eine Anstellung durch die türkische Regierung machen könne. Seine Kenntnisse im Tarifwesen seien interessant. Baade, Dessauer und Schwartz unterstützten diese sich abzeichnenden Pläne. Mitte März 1935 war die Anstellung Reuters im türkischen Wirtschaftsministerium als Fachmann für Allgemeines Tarifwesen beschlossen. Ende Mai 1935 machte sich Reuter schließlich auf den Weg in die Türkei und erreichte am 4. Juni 1935 Ankara, seinen zukünftigen Wohnort. Edzard und Hanna Reuter kamen im September desselben Jahres nach. Gerd Harry wurde hingegen von den Burkills betreut. Reuters Tochter Hella, die überwiegend bei ihrer Mutter lebte, blieb in Berlin.

### Im Dienst türkischer Ministerien
Bei Reuters Dienstantritt gab es im Ministerium keine Unterlagen über Verkehrstarife in der Türkei. Diese mussten erst mühsam herangeschafft werden. Weil der ihm zugeordnete türkische Verwaltungsbeamte nur Französisch und Türkisch sprach, erlernte Reuter die Landessprache.
Von 1935 bis 1939 arbeitete Reuter im Wirtschaftsministerium, 1939 dann im Verkehrsministerium. Zu seinen Aufgaben gehörten die Neuordnung der Tarife im Eisenbahnwesen sowie die Gestaltung der tariflichen Beziehungen zwischen der Eisenbahn und der Küstenschifffahrt. Insgesamt konnte Reuter seine Möglichkeiten nicht voll entfalten, denn er war nicht nur beratend tätig, sondern erledigte viele Sachbearbeitungsaufgaben eigenhändig – ihm fehlte ein Stab.

### Kommunalwissenschaftler in Ankara
Ab 1938 ergänzte Reuter seine Tätigkeit im Ministerium durch eine Lehrtätigkeit an der in den 1930er Jahren reformierten Verwaltungshochschule von Ankara, an der er sich mit Stadtplanung und Städtebau befasste. Diese Dozententätigkeit nahm nach 1938 den größten Teil seiner Arbeitszeit in Anspruch. Ab 1940 war er ausschließlich an der Hochschule tätig, denn alle deutschen Sachverständigen waren aus den türkischen Ministerien entlassen worden. 1941 wurde er zum Professor für Kommunalwissenschaft ernannt. Ab 1944 wirkte Reuter zusätzlich als Berater für die Schifffahrts- und Hafenverwaltung Istanbuls.
Reuter veröffentlichte zwei türkische Fachbücher über Urbanistik beziehungsweise über kommunales Finanzwesen. Ein drittes langes Manuskript in türkischer Sprache über den öffentlichen Nahverkehr wurde während seines Exils nicht mehr publiziert. In vielen Zeitschriften des Landes veröffentlichte er darüber hinaus eine Vielzahl von Fachartikeln. Außerdem hielt er Reden und Vorträge, eine Reihe von Fachanalysen und -berichten kam hinzu.
In seiner akademischen Tätigkeit befasste Reuter sich inhaltlich vor allem mit Fragen der Urbanisierung, der Wohnungs- und Baugeländepolitik, der Stadtplanung, der Kommunalverwaltung und der kommunalen Finanzverwaltung. In allen Themengebieten glänzte Reuter nicht durch Originalität oder Theoriefreude, sondern zeigte einen ausgeprägten Pragmatismus. Im Wesentlichen vermittelte er in diesen Fragen westliche Ideen und eigene Erfahrungen, die er in der Kommunalpolitik und -verwaltung gemacht hatte.
Reuters pädagogischer Stil hatte wenig mit den akademischen Traditionen des Landes gemein. Er forderte seine Studenten auf, ihn zu unterbrechen, sollte sein Türkisch unklar sein oder wenn die von ihm verwendeten Urbanistik-Begriffe von ihm nicht korrekt in die Landessprache übertragen wurden. Zugleich regte er zu offenen Diskussionen, zu Widerspruch, zu eigenständigem Denken und zur Infragestellung althergebrachter Autoritäten an. Diese Form der Wissensvermittlung reflektierte Traditionen der westeuropäischen Aufklärung.

### Integration in die Exilgemeinde
Reuters Freundeskreis in der Türkei, vor allem in Ankara, umfasste Personen, die vor 1933 kaum politisch in Erscheinung getreten waren. Mit dem Dirigenten Ernst Praetorius und dem Assyriologen Benno Landsberger spielte er regelmäßig Skat. Unter der Regie des Altphilologen Georg Rohde las und diskutierte er zusammen mit Anderen altgriechische Texte. Zu den Bekannten Reuters zählten ebenso der Regisseur Carl Ebert, der Dermatologe Alfred Marchionini, der Verwaltungsjurist und Arbeitsrechtler Oscar Weigert sowie der Architekt Bruno Taut und dessen Kollege Martin Wagner, mit dem Reuter 1929 eine USA-Reise unternommen hatte, um die Verhältnisse in amerikanischen Großstädten aus eigener Anschauung kennenzulernen.
Auch zu Deutschen, die in Istanbul lebten, unterhielt Reuter freundschaftliche Kontakte, so zum Finanzwissenschaftler Fritz Neumark, zum sozialdemokratischen Wirtschafts- und Agrarfachmann Hans Wilbrandt sowie zu den Wirtschafts- und Sozialwissenschaftlern Gerhard Kessler und Alexander Rüstow. Diese Kontakte zu Exilierten in Istanbul intensivierten sich nach Beginn des Zweiten Weltkriegs.
Zu Fritz Baade, der mit dafür gesorgt hatte, dass Reuter in die Türkei kam, verschlechterte sich das Verhältnis. Reuter missbilligte, dass Baade Kontakte zur deutschen Botschaft unterhielt und das nationalsozialistische Deutschland mehrfach besuchte. Baade begründete diese Kontakte mit seiner Arbeit als Landwirtschaftsberater der türkischen Regierung – nahezu die Hälfte der Exporte, also vor allem Agrarprodukte, ging nach Deutschland. Ferner führte Baade an, während seiner Deutschlandbesuche zu versuchen, Kontakte zum Widerstand herzustellen.
Während Gerd Harry Reuter in England blieb und sich der Mathematik zuwandte, kam Reuters Tochter Hella nach ihrem Abitur im Frühjahr 1939 nach Ankara. Der Beginn des Zweiten Weltkrieges verhinderte ihre Rückkehr nach Deutschland, sie blieb wie ihr Vater bis 1946 in der Türkei.

### Politiker im Wartestand
Reuter hatte sich mit seinen Diensten für die türkische Regierung politische Enthaltsamkeit auferlegen müssen. Der überwiegend unpolitische Bekanntenkreis Reuters bestärkte diese Abstinenz. Die Türkei hatten zudem weit weniger Deutsche zum Exil gewählt als Großbritannien, die USA oder Skandinavien. Trotzdem versuchte Reuter, sich über die Lage in Deutschland und Europa auf dem Laufenden zu halten. Zu diesem Zweck verfolgte er die Berichterstattung der BBC und der Neuen Zürcher Zeitung. Darüber hinaus korrespondierte er mit politisch aktiven sozialdemokratischen Exilanten wie zum Beispiel Victor Schiff oder Paul Hertz.
Nach dem Kriegseintritt der USA Ende 1941 und den deutschen Niederlagen von el Alamein und Stalingrad 1942/43 intensivierte Reuter seine Versuche, aus dem Exil heraus die künftige Entwicklung Deutschlands zu beeinflussen. Ab Ende 1942 sprach er Freunde und Bekannte in der Türkei und im Ausland mit dem Vorschlag an, eine „Bewegung freies Deutschland“ zu gründen. Eine erste wichtige Maßnahme dieser Bewegung sollte darin bestehen, Thomas Mann als Sprecher zu gewinnen. Dieses Vorhaben scheiterte jedoch, weil Mann die Gestaltungsmöglichkeiten von Exilanten als gering einschätzte.
In der Korrespondenz mit Mann und anderen verwahrte sich Reuter gegen Kollektivschuld-Thesen, wie sie vor allem in den Äußerungen der Politiker Robert Vansittart und Henry Morgenthau zum Ausdruck kamen. Reuter hielt diesen seinen festen Glauben an einen gesunden Kern des deutschen Volkes entgegen. Ein politisch radikal verändertes Nachkriegsdeutschland habe eine Perspektive der Gleichberechtigung in einem geeinten Europa.
Zusammen mit Gerhard Kessler trieb Reuter die Gründung der Freien deutschen Gruppe in der Türkei voran, später umbenannt in Deutscher Freiheitsbund. Diese Gruppe sollte nach den Vorstellungen ihrer Initiatoren ein Grundstein sein für eine sozialdemokratische Anti-Hitler-Koalition. Sie produzierte eine Reihe von Rundfunkbeiträgen, die allerdings allesamt nicht gesendet wurden, weil die Alliierten kein Interesse zeigten. Diese Aktivitäten weckten jedoch das Interesse der Amerikaner an Reuter. Geheimdienstmitarbeiter des Dogwood-Netzes und des Office of Strategic Services (OSS) äußerten sich ausnehmend positiv über Reuters politische Einstellungen und Potenziale.

## Stadtrat für Verkehr und Versorgungsbetriebe in Berlin

### Verzögerte Rückkehr nach Berlin
Als die deutsche Niederlage nur noch eine Frage der Zeit war, drängte es Reuter zurück nach Deutschland. Mitte April 1945 bat er die amerikanische Botschaft in Ankara, ein Empfehlungsschreiben aufzusetzen, das ihm die Rückreise in seine Heimat erleichtern würde. Diese Bitte bildete den Auftakt zu einer Reihe ähnlicher Versuche, ein offizielles, die Heimkehr ermöglichendes Schreiben zu erlangen. Sie blieben allesamt fruchtlos. Erst als sich die Briten einschalteten und Reuters Bemühungen von im Nachkriegsdeutschland bereits wieder aktiven Sozialdemokraten unterstützt wurden, änderte sich die für Reuter äußerst unbefriedigende Situation. Am 29. April 1946 erhielt Reuter von der britischen Botschaft in Ankara die Nachricht, er könne in die britische Besatzungszone einreisen, sein Weg würde ihn über Paris nach Hannover führen. Reuters Abreise verzögerte sich nochmals, weil das türkische Pfund infolge einer Abwertung an Wert verlor, was die Reisekosten in die Höhe trieb. Ferner hatte er noch ein Memorandum über die türkische Länder- und Kommunalbank für das türkische Innenministerium zu verfassen. Am 4. November 1946 schifften sich die Reuters schließlich in Istanbul ein und traten über Neapel, Marseille und Paris die Heimreise an.

### Magistratsmitglied

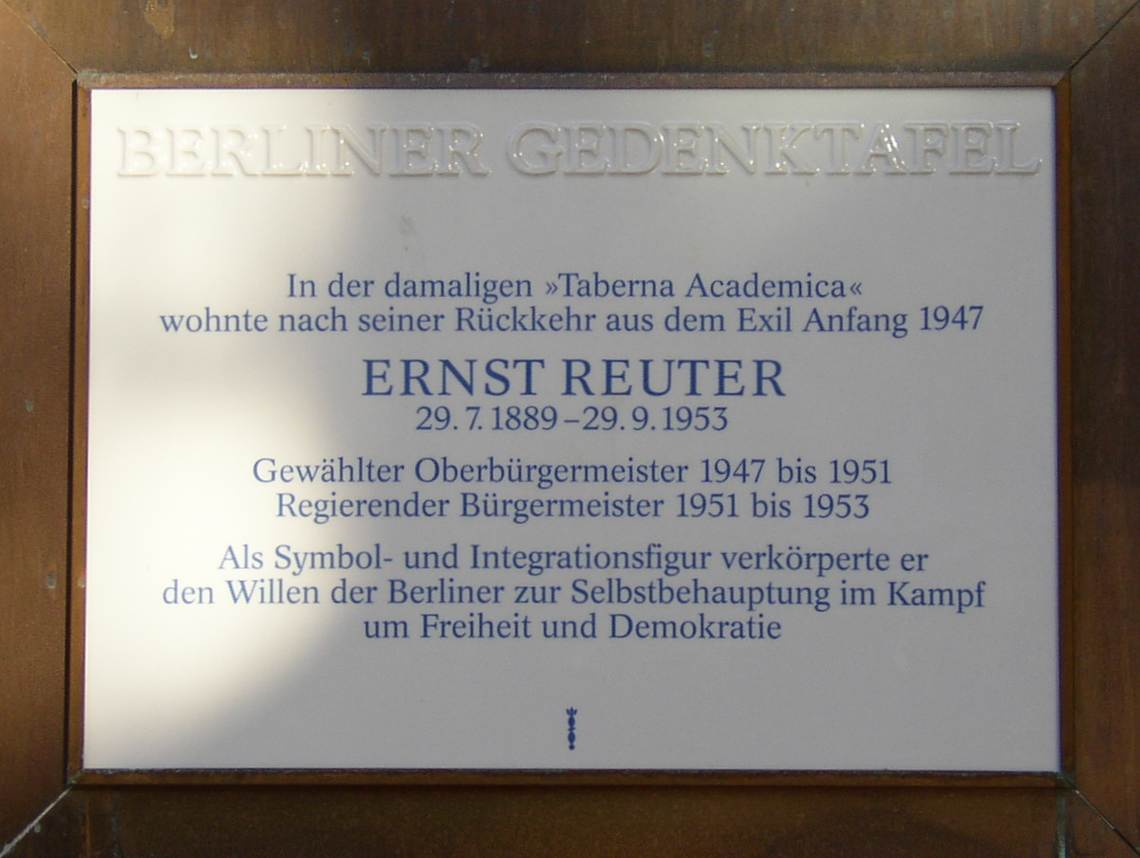
Gedenktafel am Haus Hardenbergstraße 35

Ernst Reuter hatte am 26. November 1946 bei der Ankunft in Hannover – der Ort, von dem aus Kurt Schumacher die SPD in den Westzonen reorganisierte – noch keine klare Vorstellung über seine weitere Arbeit. Er hielt es für denkbar, ins Ruhrgebiet zu gehen und dort unter anderem bei der Neuordnung der industriellen Besitzverhältnisse mitzuwirken. Franz Neumann, einer von drei gleichberechtigten SPD-Vorsitzenden in der ehemaligen Reichshauptstadt, bat ihn im Auftrag der Berliner Parteileitung jedoch, als Mitglied des Magistrats tätig zu werden. Nach anfänglichem Zögern und einem Besuch Berlins entschied sich Reuter für dieses Angebot. Am 5. Dezember 1946 wählte die Berliner Stadtverordnetenversammlung Reuter zum Stadtrat für Verkehr und Versorgungsbetriebe. Weil er in der ausgebombten Stadt zunächst keine Unterkunft fand, teilte ihm der Magistrat Räume in der Taberna Academica in Charlottenburg zu, heute Studentenhaus der Technischen Universität Berlin. Die sowjetischen Behörden verweigerten die Bestätigung des neuen Stadtrats. Sie behaupteten, er habe sich im türkischen Exil politisch kompromittiert. Die Briten und Amerikaner hielten jedoch an Reuter fest.

Die vier Sektoren Berlins

Die Viersektorenstadt Berlin war in jenen Tagen geprägt von der Konkurrenz zwischen der SPD und der durch Zwangsvereinigung von KPD und SPD in der Sowjetischen Besatzungszone (SBZ) entstandenen Sozialistischen Einheitspartei Deutschlands (SED). Die Zwangsvereinigung war in Berlin gescheitert und die SPD hatte in der Wahl zur Stadtverordnetenversammlung einen klaren Sieg über die SED erreicht. Das Ringen um eine einheitliche Deutschland- und Berlinpolitik der Hauptsiegermächte des Zweiten Weltkrieges (also den Vereinigten Staaten, der Sowjetunion, Großbritannien und Frankreich) kam hinzu. Während die Sowjetunion alle Versuche unterdrückte, sich ihrem Willen entgegenzustellen, zeigte sich spätestens ab September 1946 mit der Hoffnungsrede von James F. Byrnes, dass die Westalliierten – im Speziellen die USA und Großbritannien – den Deutschen zunehmend eigene Gestaltungsräume gewähren wollten.
Vor diesem Hintergrund gehörte es zu Reuters ersten Aufgaben, im sogenannten Hungerwinter 1946/47 die Kontingentierung der Strommenge durchzusetzen, welche die Alliierte Kommandantur am 4. Dezember 1946 angesichts der Stromknappheit beschlossen hatte. Offiziell forderte Reuter von den Berlinern die Umsetzung der alliierten Vorgaben, später gab er allerdings an, diese Vorgaben nur schleppend implementiert zu haben. Die Alliierte Kommandantur stellte Mitte Februar 1947 fest, dass ihre Vorgaben kaum beherzigt worden seien, und forderte von Oberbürgermeister Otto Ostrowski die Bestrafung der dafür Verantwortlichen. Reuter, der offen die Beschränkung alliierter Politik auf allgemeine Vorgaben gefordert hatte, geriet damit ins Visier insbesondere der sowjetischen Besatzungsmacht – sie verlangte Reuters Absetzung. Auch die Franzosen erwogen dies. Amerikaner und Briten stellen sich jedoch schützend vor Reuter und hielten ihn im Amt.

### Oberbürgermeisterwahl und sowjetisches Veto
Reuter gelang es, in der Berliner SPD, die ihm aufgrund seiner Forderung nach Veränderungen in Strategie und Organisation anfänglich mit Skepsis gegenübergetreten war, zunehmend Fuß zu fassen. Zu diesem Popularitätsgewinn trug wesentlich seine selbstbewusste Haltung gegenüber den Siegermächten bei, ferner entwickelte er sich zum gefragten Redner auf Parteiveranstaltungen.
Die Berliner SPD sprach im April 1947 ihrem Oberbürgermeister Otto Ostrowski das Misstrauen aus, weil dieser im Februar 1947 ohne parteiinterne Rücksprache mit der SED ein Arbeitsprogramm zur Linderung der wirtschaftlichen Not der Berliner Bevölkerung verabredet hatte und mit diesem Schritt die deutlich antikommunistische Linie der Berliner SPD zu missachten schien. Reuter galt als natürlicher Kandidat für die Nachfolge Ostrowskis.
Die formalen Einwände der sowjetischen Besatzungsmacht gegen den Rücktritt Ostrowskis zeigten indes, dass sie nicht gewillt wäre, den im starken Maß von den Amerikanern gestützten und dezidiert antikommunistischen Kandidaten Reuter zu akzeptieren. Zudem setzten sie im Juni 1947 durch, dass ein neuer Oberbürgermeister Berlins von der Alliierten Kommandantur einstimmig bestätigt werden musste. Dadurch hatte die sowjetische Seite praktisch eine Veto-Position erlangt. Reuter nahm es insbesondere dem amerikanischen Militärgouverneur Lucius D. Clay übel, in dieser Frage nachgegeben zu haben. Trotz dieser Vorzeichen nominierte die SPD Reuter am 24. Juni 1947 zum Oberbürgermeisterkandidaten. Die Stadtverordnetenversammlung wählte ihn am gleichen Tag mit 89 zu 17 Stimmen bei zwei Enthaltungen.
In der Alliierten Kommandantur sprachen sich der amerikanische und der britische Kommandant für eine Bestätigung Reuters aus, der zunächst reservierte französische Kommandant erhob gegen eine Bestätigung keine Einwände. Diese kamen jedoch vom sowjetischen Befehlshaber. Generalmajor Alexander Kotikow führte an, Reuter habe im Exil der angeblich deutschlandfreundlichen türkischen Regierung gedient, ferner habe die deutsche Botschaft in Ankara, damals geleitet von Franz von Papen, seinen Pass verlängert. Und schließlich sei die Unfähigkeit Reuters als Verantwortlicher für Verkehr und Versorgungsbetriebe erwiesen.
Die alliierte Kommandantur verwies das Problem an den Alliierten Kontrollrat, die oberste Regierungsgewalt im Nachkriegsdeutschland. Dieser wies die Causa Reuter zurück an die Kommandantur, die dem Berliner Magistrat schließlich am 18. August 1947 mitteilte, eine Bestätigung Reuters sei nicht möglich. An Reuters Stelle führte die SPD-Politikerin Louise Schroeder die Geschäfte des Oberbürgermeisters, wie sie es bereits seit dem Rücktritt Ostrowskis getan hatte.

### Berliner Blockade
Deutschland und Berlin bildeten mit Beginn des Kalten Krieges ein Zentrum weltpolitischer Konflikte. Reuter betonte in dieser Lage immer wieder, dass die ehemalige Reichshauptstadt von den Westmächten gehalten werden müsse, wenn eine weitere Expansion des von ihm strikt abgelehnten Kommunismus Moskauer Prägung verhindert werden sollte. Er avancierte dadurch mehr und mehr zu einem gesuchten Gesprächspartner für die Vertreter der Westmächte in allen wichtigen politischen und strategischen Fragen, die die Zukunft Berlins betrafen.
Die Westmächte arbeiteten spätestens seit Anfang 1948 auf die Umwandlung der Bizone in einen einheitlichen Weststaat hin. Sie sahen darin eine wesentliche Voraussetzung für die politische Stabilisierung Deutschlands und Westeuropas, die durch die Hilfe des Marshallplans gefördert werden sollte. Die Sowjetunion versuchte dagegen, diesem Trend entgegenzuwirken, weil sie deutlich verminderte Einflussmöglichkeiten auf die Entwicklung Deutschlands sowie den Verlust des Zugriffs auf ökonomische Ressourcen der Westzonen befürchtete. In dieser Auseinandersetzung betrachtete sie Berlin als entscheidenden Hebel zur Durchsetzung ihrer Interessen.

Berliner beobachten die Landung eines Rosinenbombers auf dem Flughafen Tempelhof (1948). Fotografie von Henry Ries.

Den letzten Anstoß für den offenen Konflikt lieferte Mitte Juni 1948 die Einführung der D-Mark in den Westzonen und in den Westsektoren von Berlin. Die Sowjetunion reagierte prompt mit der Berlin-Blockade: Am 24. Juni 1948 sperrte sie alle Straßen, Schienen- und Wasserwege, die in die Westsektoren Berlins führten, auch die Stromversorgung wurde eingestellt. Bereits vor diesem Datum hatte es vielfach Behinderungen des Personen- und Warenverkehrs gegeben. Noch am 24. Juni betonte Reuter auf einer Großkundgebung der SPD vor 80.000 Zuhörern, der Währungsstreit sei keine finanzpolitische Frage, sondern Ausdruck des Kampfes zweier gegensätzlicher wirtschaftlicher und politischer Systeme. Er forderte die Berliner auf, sich nicht dem sowjetischen Herrschaftsanspruch zu fügen, sondern für die Freiheit der Stadt einzustehen.
Diesen Widerstandswillen machte Reuter anschließend gegenüber General Clay deutlich, der von Reuters Festigkeit und vom Willen der Berliner Bevölkerung, Entbehrungen in Kauf zu nehmen, beeindruckt war. Reuter bat Clay, die amerikanischen Pläne zur Versorgung Berlins aus der Luft in die Tat umzusetzen. Am 28. Juni 1948 gab Präsident Harry S. Truman den Standpunkt seiner Regierung bekannt: Berlin werde versorgt, die Amerikaner zögen sich keinesfalls aus Berlin zurück. Die Luftbrücke entwickelte sich zum nachhaltigen Erfolg und führte zu einer Solidarisierung der westdeutschen Bevölkerung und der Menschen in den Berliner Westsektoren mit den Westalliierten, insbesondere mit den Amerikanern.
Reuters Popularität und Bekanntheit wuchsen in den Monaten der Berliner Blockade beständig. Er stieg durch seine öffentlichen Ansprachen zum Volkstribun auf und symbolisierte international den Freiheitswillen Berlins. Reuter traf in seinen Reden einen Ton, der die Berliner in ihrem Zusammenhalt stärkte und den antikommunistischen Konsens förderte. Ihm gelang es mit seinen Ansprachen zudem, die Westalliierten gelegentlich moralisch so unter Druck zu setzen, dass sie seinen Wünschen entsprachen. Das bekannteste Zeugnis dafür ist die berühmte Rede Reuters am 9. September 1948 vor dem Reichstagsgebäude. Mit ihr appellierte er vor ungefähr 300.000 Menschen an die „Völker der Welt“ („schaut auf diese  Stadt!“), Berlin nicht preiszugeben. Gut zwei Jahre später, am 18. September 1950, erschien Reuter auf der Titelseite des Time Magazine und war Objekt der Titelstory.

### Fürsprecher der westdeutschen Staatsgründung
Die westdeutschen Ministerpräsidenten reagierten Mitte 1948 reserviert auf die Aufforderung der Westalliierten, niedergelegt in den Frankfurter Dokumenten, die Gründung eines westdeutschen Staates in die Wege zu leiten. Sie fürchteten, dieser Weststaat gefährde das Ziel der deutschen Einheit. Louise Schroeder teilte diese Sorge. Auf der Rittersturz-Konferenz am 8. und 9. Juli 1948 beschwor sie die Versammelten, keine unwiderruflichen Schritte zu unternehmen, ehe nicht Berlin mit den übrigen Zonen wieder zu einer Einheit geworden sei. Im Gegensatz dazu betonte Reuter auf der nachfolgenden Niederwaldkonferenz zwar das Vorläufige eines zu gründenden Weststaates, rief jedoch am 20. und 21. Juli 1948 energisch dazu auf, diesen Staat zu gründen und Berlin dabei einzubeziehen. Dieses Votum Reuters, der die erkrankte Louise Schroeder vertrat, trug erheblich dazu bei, Bedenken der westdeutschen Ministerpräsidenten zu zerstreuen. Reuter selbst gehörte nach diesem Plädoyer zu den fünf Repräsentanten Berlins im Parlamentarischen Rat, der das Grundgesetz erarbeitete.

## Oberbürgermeister Berlins

### Wahl zum Oberbürgermeister West-Berlins
Reuter drängte während der Berliner Blockade darauf, die Büros der Stadtverwaltung und den Tagungsort der Berliner Stadtverordnetenversammlung aus dem Ostsektor der Stadt in die Westsektoren zu verlegen. Er setzte sich gegen Ferdinand Friedensburg von der Christlich Demokratischen Union Deutschlands (CDU) durch, der als stellvertretender Berliner Oberbürgermeister lange Zeit dafür eintrat, die Verwaltungsstellen im Ostteil der Stadt zu belassen, um so die Einheit Berlins und seiner Verwaltung zu demonstrieren. Reuters gegenteilige Position wurde durch die Obstruktionspolitik der SED und der Sowjetunion unabsichtlich gefördert, denn dieses Vorgehen machte effektives Verwaltungshandeln für Gesamtberlin und sachorientierte Diskussionen in der Stadtverordnetenversammlung mehr und mehr unmöglich. Reuter befürwortete zugleich die Gründung einer vor den Einflüssen der SED geschützten Universität in den Westsektoren – im November 1948 nahm die Freie Universität Berlin in Dahlem ihren Lehrbetrieb auf. Am 1. November 1949 wurde Reuter die Ehrendoktorwürde des Fachbereichs Wirtschaftswissenschaft dieser Universität verliehen.
Mit der administrativen Spaltung der Stadt ging die politische Teilung einher. Am 30. November 1948 fand im Ostsektor Berlins eine außerordentliche Stadtverordnetenversammlung statt, zu der der stellvertretende Stadtverordnetenvorsteher Ottomar Geschke (SED) aufgerufen hatte. Auf diesem Treffen, das von der SED und den von ihr gelenkten Massenorganisationen dominiert wurde, beschlossen die Versammelten, den Berliner Magistrat abzusetzen. An seiner statt wurde ein „provisorischer demokratischer Magistrat“ angekündigt und Friedrich Ebert, ein Sohn des ersten Reichspräsidenten, zum Oberbürgermeister gewählt. Die Vertreter der westlichen Militärbehörden wiesen den Geltungsanspruch dieser Beschlüsse für Gesamtberlin zurück und beschränkten ihn auf den Ostsektor.
Wenige Tage später, am 5. Dezember 1948, wählte die Bevölkerung der Westsektoren eine neue Stadtverordnetenversammlung. Der SPD Reuters gelang mit 64,5 Prozent der Stimmen ein überragender Wahlsieg, für den ihr maßgeblicher Anteil an den ideologischen und machtpolitischen Kämpfen um Berlin verantwortlich war. Am 7. Dezember wählte die Stadtverordnetenversammlung Reuter einstimmig zum Oberbürgermeister. Dieses Amt übte er bis zu seinem Tod aus. Seit Einführung der Berliner Verfassung vom 1. September 1950 führte er den Titel Regierender Bürgermeister von Berlin.

### Währungsreform in Berlin
Nach der Wahl zum Oberbürgermeister forcierte Reuter die Reaktivierung der Alliierten Kommandantur, von jetzt an jedoch als Dreimächtegremium. Er sah hierin einen Schritt zu einer effizienteren Verwaltung, wenn dies mit der Ausweitung der deutschen Selbstverwaltung in den Westzonen einherginge. Als Oberbürgermeister ergänzte er seine innenpolitischen Überlegungen mit außenpolitischen Aktivitäten. Durch Besuche in London und Paris erkundete er 1949, inwieweit die Überwindung der währungspolitischen Schwierigkeiten – seit Sommer 1948 gab es in Berlin zwei Währungen – möglich war und ob der Westteil Berlins zu einem gleichberechtigten Territorium des zu gründenden Weststaates werden könne. Trotz anfänglich gegenteiliger Signale aus den Hauptstädten der Westalliierten ließ sich das Ziel Reuters, Berlin zu einem integralen Bestandteil der Bundesrepublik zu machen, nicht erreichen.
Die Durchführung einer Währungsreform gelang hingegen: Am 20. März 1949 galt in den Westsektoren die Deutsche Mark als alleiniges Zahlungsmittel. Reuter hielt diesen Erfolg für einen wichtigen Schritt, um West-Berlin zu einem Symbol von Freiheit und wirtschaftlicher Prosperität zu machen. Die Westsektoren sollten gemäß der Magnettheorie auf die gesamte Sowjetische Besatzungszone beziehungsweise ab Oktober 1949 auf die Deutsche Demokratische Republik (DDR) so anziehend wirken, dass schließlich alle Teile Deutschlands fest im westlichen Werte- und Wirtschaftssystem verankert sein würden.

### Wirtschafts- und Finanzprobleme
Nach dem Ende der Berliner Blockade offenbarten sich die gravierenden Wirtschafts- und Finanzprobleme der Stadt. Nur wenige, wie der fünfwöchige Berliner Eisenbahnerstreik im Mai und Juni 1949, erwiesen sich als vorübergehende Erscheinungen. Nachhaltiger waren die strukturellen ökonomischen und finanzpolitischen Schieflagen, mit denen die Stadt und ihr Oberbürgermeister zu kämpfen hatten. Im Juni 1948 betrug der Wert der Industrieproduktion in den Westsektoren zirka 136,5 Millionen DM, zu Beginn der Blockade war er auf weniger als 90 Millionen DM gefallen. Im April 1949 lag dieser Wert schließlich bei zirka 73,5 Millionen DM. Der Index der Industrieproduktion betrug in West-Berlin im September 1949 zirka 20 %, gemessen an den Zahlen von 1936 – der Wert für die Bundesrepublik belief sich zur gleichen Zeit auf mehr als 90 %. Ähnlich dramatisch entwickelte sich die Arbeitslosigkeit in den Westsektoren: Fast 47.000 Menschen waren im Juni 1948 ohne Beschäftigung, im April 1949 lag diese Zahl bei mehr als 156.000, im Dezember 1949 dann bei mehr als 278.000, was einer Arbeitslosenquote von 24,5 % entsprach.
Für die Krise waren mehrere Faktoren maßgeblich. Zum einen hatte die Berliner Blockade das Wirtschaftsleben der Stadt immens geschädigt. Zum anderen war durch die Währungsreform vom März 1949 der Handel mit dem Hinterland in der Sowjetischen Besatzungszone weggebrochen. Zusätzlich sorgten Demontagen, die in den Westsektoren Berlins häufiger auftraten als in den Westzonen oder der SBZ, für große Probleme. Schließlich hatte Berlin nach 1945 seine Rolle als Finanz- und Bankenmetropole sowie als wichtigster deutscher Verwaltungsstandort verloren. Die sinkenden Steuereinnahmen zwangen den Reuter-Magistrat zur Haushaltskonsolidierung. Zugleich setzte Reuter alles daran, dass Berlin endlich in die Marshallplan-Hilfe einbezogen wurde, die den Westzonen bereits seit April 1948 zugutekam. Im Sommer 1949 konnte Reuter in dieser Frage Erfolg vermelden.
Linderung erreichte Reuter auch durch langwierige Verhandlungen mit der Bundesregierung über dauerhafte Berlin-Hilfen. Dafür musste er aber in anderen Fragen zurückstecken. Als bei der Gründung der DDR am 7. Oktober 1949 Berlin zu deren Hauptstadt erklärt wurde, sondierte der amerikanische Außenminister Dean Acheson, ob man diesen Verstoß gegen das Potsdamer Abkommen nicht damit beantworten sollte, West-Berlin zum zwölften Bundesland der Bundesrepublik zu machen. Reuter begeisterte sich für diese Möglichkeit, doch Bundeskanzler Konrad Adenauer war strikt dagegen. Mit Hinweisen auf die Finanzhilfe aus Bonn, die Berlin wirklich nötig hatte, und mit der Drohung, die nur mit einem Extrastempel versehenen Berliner D-Mark-Scheine nicht mehr als legales Zahlungsmittel anzuerkennen, brachte er Reuter zu der Erklärung, eine Einbeziehung West-Berlins in die Bundesrepublik sei wegen der zu befürchtenden internationalen Spannungen derzeit nicht weise. Reuter äußerte sich im Anschluss verbittert über die Verhandlungen mit dem Bundeskanzler.
Die zähen Verhandlungen führten schließlich im März 1950 zum Ersten Gesetz über Hilfsmaßnahmen zur Förderung der Wirtschaft von Groß-Berlin, das insbesondere Steuervorteile für Unternehmen vorsah, die Aufträge an Berliner Firmen vergaben. Berlin wurde zum Notstandsgebiet der Bundesrepublik erklärt. Die Regelungen sahen zudem vor, Berliner Unternehmen bei öffentlichen Aufträgen zu bevorzugen, sofern sie wettbewerbsfähige Angebote vorlegten. Am 21. Juni 1950 wurde auf Initiative von Ernst Reuter die Berliner Bank gegründet. Sie hatte als vorrangige Aufgabe, den Wiederaufbau der Wirtschaft Berlins zu fördern.

### Rechtsangleichung zwischen dem Bund und Berlin
Nach vielen Gesprächen und Verhandlungen sowie mit Zustimmung der Westalliierten, die das Besatzungsstatut im März 1951 und vor allem im Mai 1952 entsprechend änderten, gelang es Reuter, eine weitere Maßnahme zur Verklammerung Westdeutschlands und West-Berlins durchzusetzen: Ab jetzt war es möglich, dass das Berliner Abgeordnetenhaus – seit 1950 Nachfolger der Stadtverordnetenversammlung – beschloss, den Geltungsbereich westdeutscher Gesetze auf die Westsektoren Berlins auszudehnen, um auf diese Weise Rechtsgleichheit sicherzustellen. 1952 wurden des Weiteren die Geltungsbereiche internationaler Verträge und Verpflichtungen, die die Bundesrepublik einging, auf West-Berlin ausgeweitet.

### Verhältnis zur Berliner und zur Bundes-SPD
Reuters Politik der unbedingten Anbindung West-Berlins an die Bundesrepublik blieb in der Berliner SPD nicht unwidersprochen. Insbesondere Franz Neumann und Otto Suhr, Stadtverordnetenvorsteher beziehungsweise Präsident des Abgeordnetenhauses, betätigten sich immer wieder als Anführer einer innerparteilichen Opposition gegen Reuter. Sie warfen ihm vor, der Profilierung der Berliner SPD im Wettkampf mit den anderen demokratischen Parteien zu wenig Beachtung zu schenken. Zugleich behaupteten sie, Reuter gefährde mit seiner Politik Berliner Errungenschaften; die Ablösung von Beamten durch angestellte Verwaltungsbedienstete, die säkulare und zwölfklassige Einheitsschule sowie die „klassenlose“ Einheitsversicherung aller Berliner Beschäftigten durch die Versicherungsanstalt Berlin waren in den Augen der innerparteilichen Opponenten wichtige Aktivposten der Berliner Nachkriegsentwicklung. Sie sollten gesellschaftliche Reformen fördern und Bastionen der „Reaktion“ schleifen.
Die Konflikte in dieser Frage spitzen sich nach der Wahl zum Abgeordnetenhaus vom 3. Dezember 1950 zu. Die SPD hatte schwere Verluste von fast 20 Prozentpunkten erlitten, weil sie nicht ihren populären Oberbürgermeister zum Spitzenkandidaten gemacht hatte, sondern Franz Neumann. Zugleich blieb der Wahlkampf der SPD farblos. In den langwierigen Koalitionsverhandlungen zeigte Reuter sich kompromissbereit, wenn Vertreter der CDU und der Freien Demokratischen Partei (FDP) Veränderungen beim Beamtenrecht, bei der Sozialversicherung und im Schulwesen verlangten. Konflikte im Senat Reuter führten immer wieder dazu, dass Neumann und Suhr ein Ende der Koalition forderten und sich vom Gang in die Opposition eine Stärkung ihrer Partei versprachen. Reuter widersprach diesen Überlegungen, indem er auf die Gefährdung Berlins verwies. Diese mache eine parteiübergreifende Regierungsarbeit notwendig. Zugleich warnte er davor, die Insellage Berlins durch Verweigerungen bei der Rechtsangleichung an die Bundesrepublik zu verstetigen. Das Festhalten an den „Berliner Errungenschaften“ bezeichnete er Anfang 1951 als einen Fetisch. Erst im Mai 1952 gelang es Reuter, sich endgültig gegen seine Widersacher durchzusetzen.
Auf Bundesebene war Reuter selbst nicht einverstanden mit dem deutschlandpolitischen Kurs Kurt Schumachers. Dessen Politik empfand er als holzschnittartig und wenig flexibel. Auch bei der Ablehnung der Schritte zu gemeinsamen europäischen Institutionen folgte Reuter nicht den Vorgaben des Parteivorsitzenden. Er empfand beispielsweise die schroffe Ablehnung des Europarats durch Schumacher als unangemessen.
Vor der ersten Bundestagswahl von August 1949 war Reuter sowohl als Kanzlerkandidat als auch als Bundespräsident im Gespräch. Kurt Schumacher trat jedoch in beiden Abstimmungen als SPD-Vertreter an. Auch nach dem Tod Schumachers (August 1952) galt Reuter als ein möglicher Nachfolger. Seine außenpolitischen Auffassungen, die keineswegs immer mit denen seiner Partei übereinstimmten, waren dafür allerdings hinderlich. Nachfolger wurde stattdessen Erich Ollenhauer, ein Mann mit festem Rückhalt im Parteiapparat.

### Antikommunismus
Reuter machte aus seiner grundsätzlichen Ablehnung des Kommunismus nie einen Hehl, seit er 1922 aus der KPD ausgeschlossen worden war. Seine Entschiedenheit, dem Herrschaftsanspruch und der Ideologie des Kommunismus entgegenzutreten, nahm nach dem Ende der Berliner Blockade und mit der schrittweisen politischen Stabilisierung in den Berliner Westsektoren nicht ab. Immer wieder prangerte er die Unfreiheit des sowjetischen Systems an und predigte unmissverständlich die Notwendigkeit, diesem System Grenzen zu setzen. Reuter erwies sich dabei als ein Anhänger der seinerzeit verbreiteten Totalitarismus-Theorien. Ein Forum für die geistige Auseinandersetzung Reuters mit dem Kommunismus stellte ab 1950 der Kongress für kulturelle Freiheit dar, eine Bewegung, die – wie sich später herausstellte – vom amerikanischen Geheimdienst CIA beeinflusst wurde. Dieser Kongress hielt Ende Juni 1950, unmittelbar nach Beginn des Koreakrieges, seine erste Sitzung in Berlin ab. Reuter hielt die Eröffnungsrede und beteiligte sich intensiv an den Debatten dieses Kongresses. Bei anderen Gelegenheiten trat Reuter als Fürsprecher einer militärischen Abschreckung der Sowjetunion auf und begrüßte entsprechende Initiativen in Westeuropa, wenngleich er dabei Rücksicht nahm auf die traditionelle Skepsis der SPD in militärpolitischen Fragen.

### Eintreten für gesamtdeutsche Wahlen
Aus seiner antikommunistischen Grundeinstellung resultierte ebenfalls Reuters Bereitschaft, jede Initiative für freie Wahlen in ganz Deutschland beziehungsweise in Gesamtberlin zu fördern. Reuter ging davon aus, dass die demokratischen Parteien bei solchen Abstimmungen einen deutlichen Sieg über die Kommunisten davontragen würden.
Reuter unterstützte darum im Frühjahr 1950 eine entsprechende Kampagne amerikanischer Stellen für Wahlen in ganz Berlin. Als Otto Grotewohl im November 1950 den Vorschlag für einen Gesamtdeutschen Konstituierenden Rat vorlegte als eine Art Vorstufe der Wiedervereinigung, plädierte Reuter für eine Antwort, zumal Grotewohls Initiative mit der Propagierung von Wahlen in Gesamtberlin unterfüttert war. Adenauer hingegen erblickte in diesen Ost-Berliner Initiativen nichts von Substanz. Als Grotewohl 1951 erneut gesamtdeutsche Wahlen vorschlug, schaltete die Bundesregierung die Vereinten Nationen ein. Diese bildete eine Untersuchungskommission, die die Möglichkeiten solcher Wahlen prüfen sollte. Reuter führte die bundesdeutsche Delegation an. Er sprach in dieser Sache in Paris vor der Generalversammlung der Vereinten Nationen und forderte für Berlin Wahlen auf der Basis des 1946 erlassenen Berliner Wahlgesetzes. Alle Pläne zur Vorbereitung und Durchführung gesamtdeutscher Wahlen zerschlugen sich jedoch, weil die DDR-Behörden den UNO-Vertretern die Einreise in die DDR verweigerten.
Als im Frühjahr 1952 die Sowjetunion in den Stalin-Noten eine Wiedervereinigung zum Preis einer Neutralisierung Deutschlands anbot, trat der Regierende Bürgermeister Berlins schließlich neben anderen wie Jakob Kaiser oder Ernst Lemmer (beide CDU) dafür ein, auszuloten, wie ernst gemeint dieser Vorschlag tatsächlich war. Die Bundesregierung hingegen hielt am Kurs der Westintegration fest.

### 1953: Volksaufstand, Bundestagswahl, Tod
Die wirtschaftliche und politische Lage der DDR führte zu einem anschwellenden Flüchtlingsstrom. Nachdem die direkte Flucht nach Westdeutschland 1952 erheblich erschwert worden war, lief der Ausweg über den Westteil der Stadt. Im Januar 1953 kamen täglich mehrere Hundert Flüchtlinge, so dass Reuter eine Ausweitung der Kapazitäten der Flüchtlingslager verfügte – statt 30.000 sollten nun 40.000 Personen versorgt werden können.
Mit dem Tod Stalins am 5. März 1953 spitzte sich die politische Krise in der DDR zu. Es schien unklar zu sein, welche Gruppe in der SED-Führung zukünftig die politischen Geschicke des Landes und die wirtschaftlichen Zielplanungen der ostdeutschen Zentralverwaltungswirtschaft bestimmen würde.

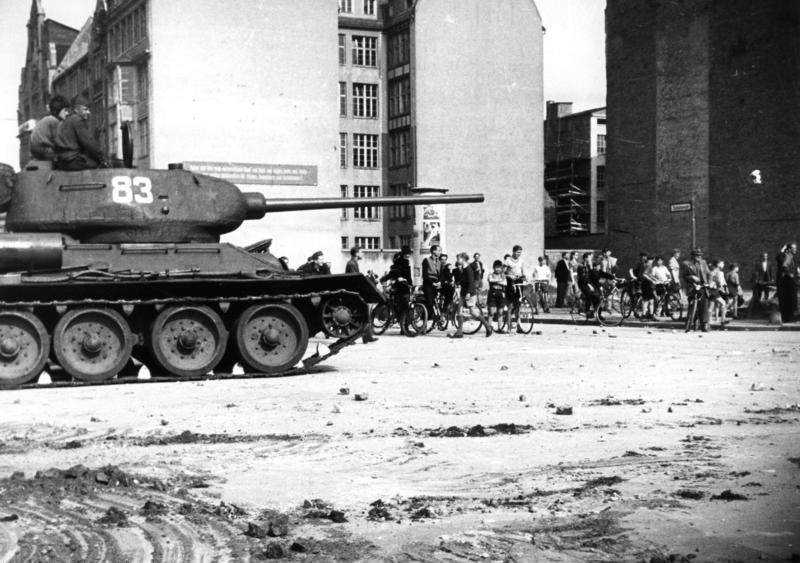
Panzer in der Schützenstraße in Berlin

Am 17. Juni 1953 lösten über erhöhte Arbeitsnormen unzufriedene Ostberliner Arbeiter den Volksaufstand aus. Reuter befand sich auf einer mehrwöchigen Urlaubsreise, die ihn nach Süddeutschland, Italien und Österreich geführt hatte. Sein Versuch, Berlin von Wien aus mit dem Flugzeug zu erreichen, gelang erst am Folgetag. Zu diesem Zeitpunkt war der Aufstand bereits niedergeschlagen. Reuter blieb nur, die erfolgten Festnahmen und Hinrichtungen scharf zu verurteilen.
Im Spätsommer 1953 zeigte sich bei der Bundestagswahl eine Fernwirkung der Ereignisse. Dieser Urnengang vom 6. September 1953 bestätigte die regierende Koalition unter Konrad Adenauer. Der wirtschaftliche Aufschwung seit Gründung der Bundesrepublik und das Sicherheitsversprechen des Kanzlers wurden von der Mehrheit der Wähler honoriert. Die SPD hingegen hatte auf Bundesebene mit ihrer strikten Oppositionspolitik – insbesondere in der Frage der Westbindung des neuen Staates – nur mäßig überzeugt. Reuter beklagte zwar die Fantasielosigkeit seiner Partei im Wahlkampf und forderte von ihr, sich von überholten Politikvorstellungen zu verabschieden. Wo er für die Partei Zukunftsperspektiven sah und ob er persönlich als führender Bundes- oder Parteipolitiker zur Reform der SPD beitragen würde, ließ er gegenüber seinen Gesprächspartnern jedoch offen.

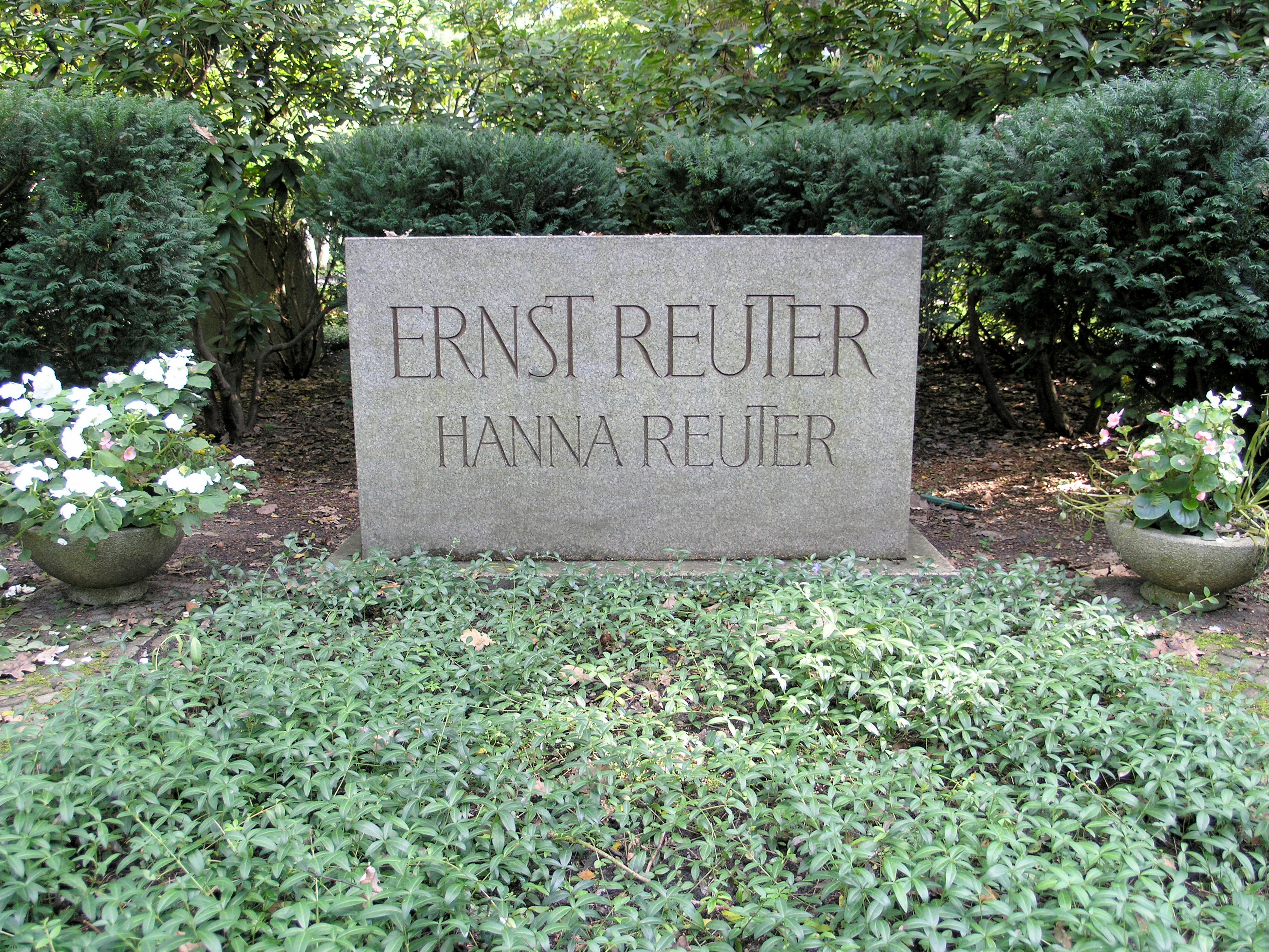
Ehrengrab auf dem Waldfriedhof Zehlendorf

Am 28. September sagte Reuter seine Teilnahme an einer Abendveranstaltung ab, weil er sich unwohl fühlte. Nachts erlitt er einen Herzanfall. Am 29. September 1953 fiel der 64-Jährige nachmittags in einen Dämmerzustand und verstarb gegen 19 Uhr. Nachdem der Rundfunk Reuters plötzlichen Tod gemeldet hatte, stellten Tausende Berliner spontan Kerzen in die Fenster, um mit dieser Geste ihre Verbundenheit auszudrücken. Reuter hatte die Berliner zu Weihnachten 1952 aufgefordert, so an jene zu erinnern, die sich noch in Kriegsgefangenschaft befanden.
Auf einen Trauerzug und eine Aufbahrung im Rathaus Schöneberg folgte am 3. Oktober 1953 ein Staatsakt. Bundespräsident Theodor Heuss hielt die Trauerrede, in der er nochmals Reuters Einsatz für ein Deutschland in Einheit und Freiheit unterstrich. Auf dem Waldfriedhof Zehlendorf wurde Reuters Leichnam bestattet. Die Grabstätte gehört zu den Ehrengräbern des Landes Berlin und befindet sich in der Abt. 038-485.

## Nachwirkung

### Forschungsgeschichte
Leben und Werk Reuters sind in den letzten Jahrzehnten mehrfach Gegenstand biografischer Literatur gewesen. Lange Zeit galt dabei die 1957 publizierte Studie der beiden remigrierten Sozialdemokraten Willy Brandt und Richard Löwenthal als maßgeblich. Beide identifizierten sich stark mit Reuters Idealen und Politik. 1957 erschien ergänzend ein kurzer Abriss über das Leben Reuters, den Klaus Harpprecht verfasst hatte und der dem Leser reichlich Bildmaterial bot. 1965 erinnerte Hans J. Reichhardt mit einer Kurzbiografie an Reuter. Reichhardt und Hans E. Hirschfeld, langjähriger Leiter des Presse- und Informationsamtes in Berlin, gaben zwischen 1972 und 1975 Reuters wichtigste Schriften, Briefe und Reden heraus und versahen diese vierbändige Edition mit einem umfassenden Kommentar. Hannes Schwenger legte 1987 eine Schrift vor, die Reuter weniger aus den Strukturbedingungen des Kalten Krieges heraus porträtierte, sondern ihn in deutsche Traditionslinien von Protest und Widerstand einordnete. Im Jahr 2000 veröffentlichte der amerikanische Historiker David E. Barclay eine Biografie, die Reuter einem breiten Publikum erneut ins Gedächtnis rufen und zugleich wissenschaftlichen Standards genügen wollte. Diese Studie wurde 2009 ergänzt durch einen von Heinz Reif und Moritz Feichtinger herausgegebenen Sammelband. Die dort publizierten Aufsätze entwickelten das Wirken Reuters aus seinen kommunalpolitischen Erfahrungen und seinen damit verbundenen Vorstellungen über eine schrittweise Reform der Gesellschaft. Das Buch präsentierte Forschungsergebnisse, die 2007 auf der Konferenz „Ernst Reuter als Kommunalpolitiker 1921–1953“ vorgelegt und erörtert worden sind. Die 2010 gegründete Stiftung Ernst-Reuter-Archiv betreut den im Landesarchiv Berlin liegenden Nachlass Ernst Reuters und ist der Erforschung seines Lebens und Wirkens gewidmet.

### Gedenken und Erinnerungskultur

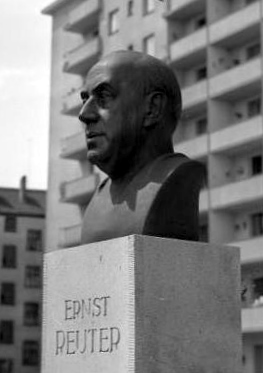
Ernst-Reuter-Büste in Berlin-Gesundbrunnen (Bildhauer: Harald Haacke, Foto: 1955)

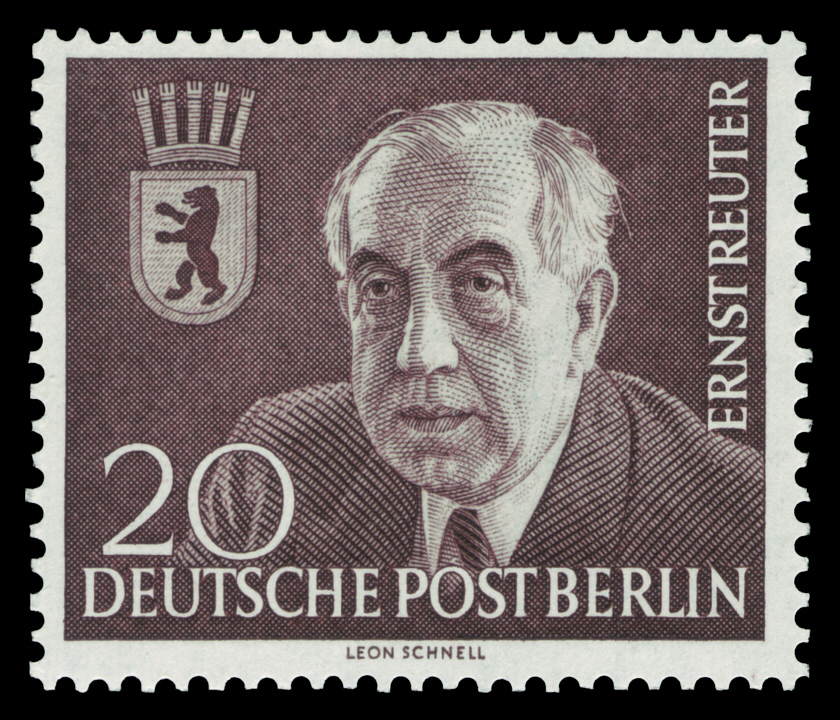
Briefmarke der Deutschen Post Berlin (1954) zum ersten Todestag von Ernst Reuter

Sofort nach dem überraschenden Tod von Ernst Reuter gab es eine Vielzahl von Initiativen zu seinem Andenken. Es wurde insbesondere in West-Berlin gefördert. Die Behörden verfügten beispielsweise bereits am 1. Oktober 1953 die Umbenennung eines Verkehrsknotenpunkts in „Ernst-Reuter-Platz“. Seit 1954 verleiht der Berliner Senat an Personen, die sich um die Stadt besondere Verdienste erworben haben, die Ernst-Reuter-Plakette. Im selben Jahr wurde an der Freien Universität Berlin die „Ernst-Reuter-Gesellschaft der Freunde, Förderer und Ehemaligen der FUB e. V.“ gegründet. Diese verleiht jährlich Ernst-Reuter-Preise für herausragende Dissertationen von Angehörigen dieser Hochschule und vergibt „Ernst-Reuter-Stipendien“ für Auslandsstudien. Ein weiterer Preis war der bis etwa 1991 ausgelobte Ernst-Reuter-Preis für Rundfunksendungen. In Berlin sind unter anderem auch ein U-Bahnhof, eine Oberschule, ein Sportfeld, ein Verwaltungsgebäude, zwei Kraftwerke (Berlin-Reuter und Reuter West), die Ernst-Reuter-Siedlung im Berliner Ortsteil Gesundbrunnen, ein Rathaussaal, eine Jugendherberge und zwei Studentenwohnheime der Bürgermeister-Reuter-Stiftung sowie das Fahrgastschiff Ernst Reuter nach Ernst Reuter benannt. In Reuters ehemaligem Wohnort Leer (Ostfriesland) wurde ein in den 1970er Jahren neugeschaffener Platz am Hafen Ernst-Reuter-Platz benannt. An anderen ehemaligen Wohnorten Reuters wurden Gedenktafeln angebracht. Die Deutsche Bundespost Berlin gab drei Briefmarken mit seinem Konterfei heraus. Der Rundfunksender RIAS stellte zum 100. Geburtstag Reuters eine Langspielplatte zusammen; sie enthielt Beiträge aus der von Reuter gegründeten Sendereihe „Wo uns der Schuh drückt“ und andere Ansprachen Reuters.
Die Amerikanische Post ehrte Reuter im September 1959 mit zwei Briefmarken in der Serie „Champion of Liberty“. Ernst-Reuter-Plätze, -Straßen und -Schulen gibt es in zahlreichen deutschen Städten. Auch die Deutsche Schule Ankara trägt seinen Namen. An der Universität Ankara ist ein Institut für Urban Studies nach ihm benannt. Die Außenminister der Bundesrepublik Deutschland und der Türkei, Frank-Walter Steinmeier und Abdullah Gül, riefen im September 2006 die Ernst-Reuter-Initiative für Dialog und Verständigung zwischen den Kulturen ins Leben, die den deutsch-türkischen Dialog stärken soll.
In aktuellen Beiträgen zu Reuters Leben und Werk wird trotz dieser Erinnerungskultur darauf aufmerksam gemacht, dass Reuter vielen Deutschen nur noch vage bekannt ist. Ein jüngerer Sammelband zum kommunal- und gesellschaftspolitischen Wirken Reuters nennt es eine Forschungsaufgabe zu ermitteln, warum Reuter im historischen Gedächtnis so vergleichsweise früh zurücktrat und schließlich verblasste.
Am 29. September 2022 wurde an seinem ehemaligen Wohnort, Berlin-Köpenick, Heidekrugstraße 13, eine Gedenktafel enthüllt.

## Schriften und Literatur

### Gedruckte Werke und Schriften
- Ernst Friesland: Zur Krise unserer Partei. Als Manuskript gedruckt. Berlin 1921.
- Hans Emil Hirschfeld, Hans J. Reichardt (Hrsg.): Ernst Reuter. Schriften – Reden (4 Bände), Propyläen, Frankfurt am Main, Berlin, Wien 1972–1975.

### Biografische Literatur
- David E. Barclay: Schaut auf diese Stadt. Der unbekannte Ernst Reuter. Übersetzt von Ilse Utz, Siedler, Berlin 2000, ISBN 3-88680-527-1.
- David E. Barclay: Ernst Reuters Tätigkeit als Sowjetkommissar im Wolgagebiet. In: Reif, Feichtinger (Hrsg.): Ernst Reuter. S. 69–77.
- Werner Blumenberg: Ernst Reuter. In: Kämpfer für die Freiheit. J. H. W. Dietz Nachf., Berlin / Hannover 1959, S. 172–178.
- Willy Brandt, Richard Löwenthal: Ernst Reuter. Ein Leben für die Freiheit. Eine politische Biographie. Kindler, München 1957.
- Klaus Harpprecht: Ernst Reuter. Ein Leben für die Freiheit. Eine Biographie in Bildern und Dokumenten. Kindler, München 1957.
- Siegfried Heimann: Ernst Reuter – Hoffnungen eines (Re)migranten auf dem Prüfstand Berlin. In: Mike Schmeitzner (Hrsg.): Totalitarismuskritik von links. Deutsche Diskurse im 20. Jahrhundert (Schriften des Hannah-Arendt-Instituts für Totalitarismusforschung, Band 34), V&R, Göttingen 2007, ISBN 978-3-525-36910-4, S. 307–326.
- Siegfried Heimann: Aufbaujahre. Ernst Reuter und die Führung der Berliner SPD 1947–1953. In: Reif, Feichtinger (Hrsg.): Ernst Reuter. S. 301–310.
- Thomas Herr: Ein deutscher Sozialdemokrat an der Peripherie – Ernst Reuter im türkischen Exil 1935–1946. In: Herbert A. Strauss, Klaus Fischer, Christhard, Hoffmann, Alfons Söllner (Hrsg.): Die Emigration der Wissenschaften nach 1933. Disziplingeschichtliche Studien. K.G. Saur, München, London, New York, Paris 1991, ISBN 3-598-11044-8, S. 193–218.
- Marthina Koerfer: Berlin. Ernst Reuter. In: Walter Mühlhausen, Cornelia Regin (Hrsg.): Treuhänder des deutschen Volkes. Die Ministerpräsidenten der westlichen Besatzungszonen nach den ersten freien Landtagswahlen. Politische Porträts (Kasseler Forschungen zur Zeitgeschichte, Band 9). Verlag Kasseler Forschungen zur Zeitgeschichte, Melsungen 1991, ISBN 3-925523-06-5, S. 115–137.
- Reiner Möckelmann: Wartesaal Ankara. Ernst Reuter – Exil und Rückkehr nach Berlin. Berlin, Berliner Wissenschafts-Verlag 2013, ISBN 978-3-8305-3143-2.
- Ernst Reuter. In: Franz Osterroth: Biographisches Lexikon des Sozialismus. Verstorbene Persönlichkeiten. Band 1. J. H. W. Dietz Nachf., Hannover 1960, S. 252–254.
- Hans J. Reichhardt: Ernst Reuter. Niedersächsische Landeszentrale für Politische Bildung, Hannover 1965.
- Heinz Reif: Einleitung. In: Reif, Feichtinger (Hrsg.): Ernst Reuter, S. 7–15.
- Heinz Reif, Moritz Feichtinger (Hrsg.): Ernst Reuter. Kommunalpolitiker und Gesellschaftsreformer 1921–1953 (Reihe Politik- und Gesellschaftsgeschichte, Band 81). J. H. W. Dietz Nachf., Bonn 2009, ISBN 978-3-8012-4187-2.
- Heinz Reif, Barış Ülker: Herausforderung und Inspiration. Challenges and Inspirations. Ernst Reuter als Stadtreformer in der Türkei. Ernst Reuter as an Urban Reformer in Turkey, be.bra verlag, Berlin 2015, ISBN 978-3-95410-102-3.
- Hannes Schwenger: Ernst Reuter. Ein Zivilist im Kalten Krieg. Piper, München [u. a.] 1987, ISBN 3-492-15210-4.
- Winfried Süß: Reuter, Ernst Rudolf Johannes. In: Neue Deutsche Biographie (NDB). Band 21, Duncker & Humblot, Berlin 2003, ISBN 3-428-11202-4, S. 467 f. (Digitalisat).
- Matthias Tullner: Kommunalpolitik unter wachsendem Radikalisierungsdruck. Ernst Reuters Magdeburger Jahre 1931–1933. In: Reif, Feichtinger (Hrsg.): Ernst Reuter. S. 173–181.
- Hans-Ulrich Wehler: Politiker mit Sachkunde, Leidenschaft und Lernfähigkeit: Ernst Reuter. In: Ders.: Notizen zur deutschen Geschichte. Beck, München 2007, ISBN 978-3-406-54770-6, S. 186–199.
- Dorothea Zöbl: Ernst Reuter und sein schwieriges Verhältnis zu den Alliierten 1946–1948. In: Reif, Feichtinger (Hrsg.): Ernst Reuter, S. 253–273.
- Martin Schumacher (Hrsg.): M.d.R. Die Reichstagsabgeordneten der Weimarer Republik in der Zeit des Nationalsozialismus. Politische Verfolgung, Emigration und Ausbürgerung, 1933–1945. Eine biographische Dokumentation. 3., erheblich erweiterte und überarbeitete Auflage. Droste, Düsseldorf 1994, ISBN 3-7700-5183-1.
- Reuter (Friesland), Ernst. In: Hermann Weber, Andreas Herbst: Deutsche Kommunisten. Biographisches Handbuch 1918 bis 1945. 2., überarbeitete und stark erweiterte Auflage. Dietz, Berlin 2008, ISBN 978-3-320-02130-6.

## Anhang